# スター・ウォーズの登場人物一覧
スター・ウォーズの登場人物一覧（スター・ウォーズのとうじょうじんぶついちらん）は、『スター・ウォーズ』シリーズに登場する主要な人物の一覧である。

## 主要キャラクター
アナキン・スカイウォーカー / ダース・ベイダー (Anakin Skywalker / Darth Vader)
プリクエル・トリロジー（『エピソード1』～『エピソード3』）の主人公。ジェダイの古の予言に存在しているフォースにバランスをもたらす「選ばれし者（The Chosen One）」。辺境の惑星タトゥイーンで母シミと奴隷として暮らしていたが、クワイ＝ガン・ジンにフォースの才能を見出され、ジェダイに引き取られる。優秀なジェダイ騎士に成長するが、ダース・シディアスに唆されて暗黒面に堕ち、シスの暗黒卿ダース・ベイダーとなり、ジェダイを滅ぼす。後にパドメとの息子ルークとの対決時に善の心を取り戻してジェダイに帰還し、シディアスを葬る。
オビ＝ワン・ケノービ / ベン・ケノービ (Obi-Wan Kenobi / Ben Kenobi)
アナキンの師であるジェダイ・マスター。ダース・モールに師のクワイ＝ガン・ジンを倒され、彼の遺言に従いアナキンを指導する。アナキンの暗黒面転落後のオーダー66を辛くも生き残り、ベン・ケノービと名を変えて、パドメの遺した男子ルークとともに姿を消す。約20年後、ルークにフォースの道を教え、デス・スター内でベイダーと対決。ルークらを逃がすため自ら彼の刃にかかり、死亡する。以後もフォース・ゴーストとしてルークに助言を与え続ける。
パドメ・アミダラ (Padmé Amidala)
惑星ナブーの若き女王。就任後すぐのナブーの戦いでは見事な指揮を執り、勝利する。女王退任後はナブーの元老院議員となるが、成長したアナキンと恋に落ち、ジェダイの掟を破って結婚する。クローン戦争を辛くも生き残るが、暗黒面に堕ちたアナキンの姿に絶望し、ルークとレイアを出産した直後に絶命する。
シーヴ・パルパティーン / ダース・シディアス (Sheev Palpatine / Darth Sidious)
本シリーズ最大の黒幕。表向きは善良な惑星ナブー代表の元老院議員だが、裏の顔はダース・プレイガスの弟子であるシスの暗黒卿。自ら裏で糸を引いたナブーの戦いを利用して元老院最高議長の座を手にいれる。その後、クローン戦争を引き起こし、戦争末期にアナキンを暗黒面に転落させ、オーダー66によってジェダイを滅ぼした。その後自らが皇帝となり銀河帝国を樹立するが、反乱同盟軍の決死の攻撃とベイダーの捨て身の行動で倒された。
ヨーダ (Yoda)
900年を生きたジェダイ・マスターで、ジェダイ・オーダーのグランドマスター。多くの優れた弟子を輩出したが、生き残っていたシスの復讐を止めることはできず、彼自身も惑星ダゴバでの隠居生活を余儀なくされる。約20年後、自分を訪ねてきたルークにジェダイとしての訓練を施す。後に不治の病を患い、ルークが一人前になったのを見届けるとオビ＝ワン同様フォースと1つになり、肉体を昇華させた。
C-3PO (See-Threepio)
アナキンによって組み立てられたヒューマノイド型プロトコル・ドロイド。600万以上の言語を操ることができる。アナキンがジェダイとしてタトゥイーンを旅立つ時は置いていかれるが、クローン戦争直前にアナキンに引き取られ、戦争中にパドメの世話を担う。多くの戦火を生き延びたが、帝国樹立後はベイルの命で記憶をリセットされ、オルデラン王室の持ち物となる。その後、デス・スターの設計図をめぐる戦いでルークたちと出会い、行動を共にする。
R2-D2 (Artoo-Detoo)
ナブー専用機に搭載されたR2型アストロメク・ドロイド。パドメらのナブー脱出の際にシールドの修理で勇気ある活躍をし、彼女の個人的な持ち物になる。後にアナキンにプレゼントされ、彼と共に幾多の戦火を潜り抜けた。大戦後はC-3POと共にオルデラン王室の持ち物となる。エンドアの戦いの後、ルークが行方不明になると彼もスリープモードに入ってしまうが、スターキラー基地破壊後に再起動し、ルークにつながる地図を示す。
ルーク・スカイウォーカー (Luke Skywalker)
オリジナル・トリロジー（『エピソード4』～『エピソード6』）の主人公でアナキンとパドメの息子、レイアの双子の兄。帝国樹立直後に誕生し、オビ＝ワンと共にタトゥイーンに落ち延び親戚筋のラーズ夫妻に引き取られる。オビ＝ワンから父アナキンがジェダイであったことを知り、彼自身もジェダイの道に進む。父親譲りの強力なフォースの才能と多くの仲間に恵まれ、暗黒面に屈することなく父親を解放し、帝国壊滅に大きく貢献した。
レイア・オーガナ (Leia Organa)
アナキンとパドメの娘で、ルークの双子の妹。帝国樹立直後に誕生し、オルデランのオーガナ夫妻に引き取られる。オルデラン王室の姫として教育を受け、帝国元老院議員となり、デス・スターの設計図をめぐる戦いでルークらと出会う。養父ベイルの死後は反乱同盟軍のリーダー的存在となり、多くの戦いを指揮した。帝国壊滅後はハンと結ばれ、息子ベンをもうけるが、彼の暗黒面転落後はハンと距離を置き、私設軍隊レジスタンスの将軍として帝国の残党であるファースト・オーダーとの戦いにかかわっていく。
ハン・ソロ（Han Solo）
惑星コレリア出身の密輸業者で、高速艇ミレニアム・ファルコン号の船長。ジャバ・ザ・ハットに雇われていたが、スパイス密輸のトラブルで彼に莫大な借金をした上に懸賞金を掛けられ、困っていたところでルークとオビ＝ワンの運び屋として雇われる。その後デス・スター攻略に一役買い、反乱同盟軍の将軍として多くの戦いを切り抜けた。帝国壊滅後はレイアと結ばれ、息子ベンをもうけるが、彼の暗黒面転落後にレイアの元を離れ密輸業者に復帰する。約30年後に失っていたファルコン号を取り戻し、レイたちと出会う。
チューバッカ（Chewbacca）
惑星キャッシーク出身のウーキー族の戦士。クローン戦争中のキャッシークの戦いでヨーダと共に参戦し、オーダー66から彼を救っている。帝国時代に奴隷として囚われていたところをハンに命を救われ、以降はファルコン号の副操縦士として、多くの修羅場を共にする。
レイ（Rey）
シークエル・トリロジー（『フォースの覚醒』～『スカイウォーカーの夜明け』）の主人公。幼いころ、両親に惑星ジャクーに置き去りにされた孤児の少女。ジャクーでスカベンジャー（廃品回収業者）として生計を立てつつ、両親の迎えを待っている。ある日、BB-8とフィンに出会い、レジスタンスとファースト・オーダーの戦いに巻き込まれる。フォースについての知識や訓練は受けていないが、ルークをしてカイロ・レンに匹敵すると評されたフォースの才能の持ち主で、ルークとの出会いでライトサイドのフォース使いとして覚醒する。
ベン・ソロ / カイロ・レン（Ben Solo / Kylo Ren）
レイアとハンの息子。叔父ルークの元でジェダイとして育てられるが、ファースト・オーダーの最高指導者スノークに唆され、カイロ・レンと名乗る。祖父ダース・ベイダーの後継者としてルークの弟子らを皆殺しにし、新たなジェダイ・オーダーを壊滅させる。レイとはフォースを通して、お互いに影響しあっており、彼女に対して強い執着心を持っている。
フィン（Finn）
幼いころに親元からファースト・オーダーに誘拐されストームトルーパー「FN-2187」として訓練された青年。ファースト・オーダーの残虐さに我慢ができなくなり、脱走する。この時、ポーからコードネームの「FN」から「フィン」と命名される。レジスタンスの一員となり、スターキラー基地破壊に大きく貢献する。
ポー・ダメロン（Poe Dameron）
レジスタンスのエースパイロット。レイアの命を受け、惑星ジャクーのある村でロア・サン＝テッカから、ルークの居所につながる地図の一部を託されるが、ファースト・オーダーに村を襲撃され、BB-8に地図を託した後に捕まる。その後、フィンの助けで脱出、レジスタンスに合流し、スターキラー基地破壊作戦で攻撃隊長として参戦する。
BB-8（Beebee-Ate）
白とオレンジのBBユニットのドロイド。ポーの相棒。惑星ジャクーでレイと出会い、行動を共にする事になった。

## プリクエル・トリロジー

### ジェダイ
メイス・ウィンドゥ (Mace Windu)
クワイ＝ガン・ジン (Qui-Gon Jinn)
シャク・ティ (Shaak Ti)
アソーカ・タノ (Ahsoka tano)
アイラ・セキュラ（Aayla Secura）
アナキンと同年代のジェダイ。クインラン・ヴォスの弟子として成長したアイラは、ジオノーシスの戦いに参加した。クローン大戦の最中、巨大ドロイド工場を制圧するために派遣された惑星ハイポリでは、独立星系連合の奇襲とグリーヴァス将軍の参戦でアイラたちは全滅寸前まで追い込まれ、彼女自身も重傷を負った。その後、第327星間兵団の指揮官として仲間のジェダイ救出のために向かった惑星フェルーシアで独立星系連合と対峙していた頃、パルパティーンによってオーダー66が発令され、コマンダー・ブライを始めとした部下のクローン達に射殺される。コミックではアイラを主人公としたサイドストーリーが描かれており、ここでは、オーダー66で瀕死の重傷を負ったものの一命を取り留めたとされている。
『スター・ウォーズ』スピンオフ作品から「逆輸入」されたキャラクター（設定）である。
アイラを演じたエイミー・アレンは映画の視覚効果を担当したILMの社員であり、『クローンの攻撃』製作にも参加していた。本職が俳優ではないためか、映像化されたアイラには台詞がなく、アニメ『スター・ウォーズ クローン大戦』でも、他のマイナーキャラクターの多くが台詞を話しているにも関わらず、アイラは歓声だけである。
アディ・ガリア (Adi Gallia)
ガリアの家系はフォースが強く、同じくジェダイのスタス・アリーは彼女の従姉妹にあたる。弟子はシーリー・タチ（「シリ・タチ」という表記も）。イーヴン・ピールがラニックでの戦闘でガリアの両親を救ったことから、ピールを尊敬していた。ガリアはライトセーバーを非正統的な逆手で使用する。
彼女はジオノーシスの危機が起こる少し前に、ジェダイ・スターファイターの試作機に乗って、カーザック星系でのレジスタンス運動の支援を行っている。
クローン大戦ではベイル・オーガナ議員の救出や、グリーヴァス将軍に捕らわれたイース・コスの救出などに成功している。その後、ガリアはオビ＝ワンと共に、復活したダース・モールとその兄弟サヴァージ・オプレスの追跡任務に就いた。やがてガリアはフローラムにある海賊ホンドー・オナカーの本拠地でモール、サヴァージと戦うが殺されてしまう。
エージェン・コーラー (Agen Kolar)
ザブラクという種族のジェダイ・マスターであり、ダース・モールとは同族である（ダース・モールと違い、黒っぽい体色で頭部に毛髪が生えている）。ジェダイ・マスターとなり評議会の一員となったのはジオノーシスの戦いの後であり、この戦いでパダワンのタン・ユースターを失っている。
クローン大戦の終了間際に行われたグリーヴァス将軍によるコルサント襲撃の際は、セイシー・ティンやパブロ＝ジルと共に宇宙空間での戦闘に加わった。後にメイス・ウィンドゥらと共にパルパティーンを拘束しようとするが、彼に殺される。
バリス・オフィー (Barriss Offee)
鼻の辺りにタトゥーをしている。絶大な信頼関係をもつ師のルミナーラ・アンドゥリィとは同じミリアランの種族。ミリアランのタトゥーは種族の死生観を象徴している。『クローンの攻撃』ではルミナーラと共にジオノーシスの戦いに参戦した。第2次ジオノーシスの戦いにも参加し、一足先にナイトに昇格していたアナキンの弟子であるアソーカと親しくなっている。大戦後期、ジェダイがダークサイドの手先となって戦争を促進していると考えるようになり、ジェダイ聖堂で大規模な爆破テロを起こすに至った。一時はアソーカを犯人に仕立てあげ、賞金稼ぎに身をやつしていたアサージ・ヴェントレスからライトセーバーを奪うなど暗躍するものの、結局アナキンに真相を暴かれ逮捕された。
『クローンの攻撃』ではオビ＝ワンとアナキンが惑星アンシオンでの調停任務に派遣されていたことが語られているが、小説『崩壊の序曲』ではバリスとルミナーラの師弟も派遣され、オビ＝ワンらと協力して任務に当たっている。その際、アナキンの行動に戸惑い危険性を感じるが、任務を終えたあとには少しばかり彼を理解して友情を結び、「オビ＝ワンにも相談できないことで悩んだら、私に相談してほしい」との言葉を掛けた。イラムの襲撃ではジェダイ・ナイトに昇格を果たした。その後、惑星ドロンガーの野戦病院に派遣されて持ち前の治癒能力を発揮したが、ここで戦争の現実と凄惨さを目の当たりにする。上記の聖堂爆破テロの犯人とされる以前の設定では、大戦末期にアイラ・セキュラと共に惑星フェルーシアの任務に就き、そのままルミナーラとは再会を果たすこともできず、オーダー66の犠牲者になったとされていた。また、ゾンダーという名前のパダワンを得ていた。
シン・ドローリグ (Cin Drallig)
トロール出身。成人してから、ジェダイとなりマスターとなった男。また、アニメ「クローン・ウォーズ」では、彼がジェダイ聖堂を守護することに特化した訓練を積んだジェダイ・テンプル・ガードの指揮者となっている。クローン・トルーパー第501大隊の襲撃によって壊滅したジェダイ聖堂で、この襲撃の指揮官を突き止めるため警備記録を再生したオビ＝ワンは、自身の弟子であったはずのアナキンがシン・ドローリグを含む数名のジェダイを瞬時に斬り捨てる光景を目の当たりにし、驚愕することになる。映画におけるシンの登場シーンはこのワンカットのみとなる。
小説版ではジェダイ聖堂内の千の泉の間で、オビ＝ワンとヨーダはブラスターで焦げた子供たちの死体と、その近くで死体となったシン・ドローリグを発見する。ヨーダがシンにライトセーバーの作り方を教え、シンはオビ＝ワンにライトセーバーの作り方を教えた。
ゲーム版では、ステージ12のボスキャラとして登場する。ベイダーはジェダイ聖堂に侵攻した際にフォースでシンの気配を感じ取り、クローン・トルーパーにビーコンの護衛を任せ、シンの相手を直接自分がすることを選んだ。ジェダイ聖堂の深部では弟子のセラ・ケトと共にクローン・トルーパー戦っていたが、セラ・ケトはベイダーに殺され、シンはベイダーとのフォース合戦に競り勝ちベイダーを外に吹き飛ばした。シンはベイダーを追い詰めるが、ベイダーが放ったライトセーバーで胴を貫かれ死亡した。
映画ではエピソード1-3の「スタントコーディネーター/ソードマスター」を担当しているニック・ジラードが演じており、シン・ドローリグの名前もニック・ジラードの苗字と名前をそれぞれ逆から読んだものである。
コールマン・カジ（Coleman Kcaj）
スカステル出身のオングリーであるジェダイ・マスター。クローン戦争中に、ジェダイ評議会の一員となる。オーダー66を生き延びる。しかし、尋問官達の捜索からは逃げ切ることができず、殺され、死体は衛星ナーの要塞に保管された。
コールマン・トレバー (Coleman Trebor)
『クローンの攻撃』に登場。水の惑星センブラ出身。水陸両生のバークという種族のジェダイ・マスターであり、評議会メンバーである。ジェダイ評議会に入る前には、平和的に惑星間の紛争を幾つも解決した実績を持つ人物。一方で、必要な時にはライトセーバーを使うこともためらわない人物でもある。
ジオノーシスの戦いに参加した際に、ドゥークー伯爵に勝負を挑もうとするが、不意をついたジャンゴ・フェットに、フォースによるライトセーバーの予測防御が追い付かぬほどのブラスターの早撃ちで射殺された。
デパ・ビラバ (Depa Billaba)
『ファントム・メナス』と『クローンの攻撃』のジェダイ評議会の場面に登場していたジェダイ・マスターで、メイス・ウィンドゥの弟子。ライトセーバーの第三の型に拘った他、『スター・ウォーズ 反乱者たち』のケイナン・ジャラスを弟子に持ち、オーダー66で彼を庇って殺害された。
『ファントム・メナス』の際には、ジェダイ評議会の中では新参メンバーであった。彼女は、惑星キャラクタ出身の人間に似たエイリアン種族キャラクタンである。彼女は生後6か月で移民中の家族を宇宙海賊に虐殺されるが、メイス・ウィンドウに救出された。メイスは即座に彼女とフォースとの強いつながりを感じ、修行をさせるためにコルサントに連れて帰った。『クローンの攻撃』の際には、ほかのジェダイがジオノーシスに向かった時、コルサントに残りパダワンの監督にあたった。
非正史（レジェンズ）では師であるメイス・ウィンドゥが編み出した究極のライトセーバーフォームの一つであるヴァーパッド（ジュヨーの応用形）を習得している。小説『スター・ウォーズ 破砕点』では、ヴァーパッドの特性であるダークサイドに非常に近い戦い方に心を呑まれ、後にダークサイドに転落しダーク・ジェダイとなっている。
イース・コス (Eeth Koth)
ザブラク（種族名）のジェダイであり、ジェダイ評議会の一人。ハットが支配する「密輸業者の月」と呼ばれる衛星ナー・シャダーの不潔なスラム街で生まれた（ザブラク本来の出身惑星はイリドニア）。ジオノーシスの戦いの最中、ドロイド軍に搭乗機を撃墜されて戦死したと設定されていたが、アニメ『クローン・ウォーズ』ではジオノーシスの戦いを生き延びたという設定に変更されており、片腕を負傷しながらグリーヴァスと対決した。
イースは4歳になるまでフォースとの共感を見出されなかったので、修行を始めるには歳をとりすぎていると思われ、一旦は入門を断れた。しかし、ザブラク特有の思考制御能力が大きな利点となって修行を認められる。このような過去から、自分と似たような境遇のアナキンに同情し、彼を気遣うようになる。また、心身の鍛練で名声を得ており、発達した自制力によって激しい物理的苦痛にも耐えることができる。メイス・ウィンドゥとは、信頼の証として互いのライトセーバーを交換していたこともある。また、タスケン・レイダーのシャラド・ヘットをパダワンとし、英雄とされるほど優れたジェダイへと鍛えあげた。
しかし、詳細な経緯は不明であるがクローン大戦が終盤に差し掛かった時期に彼はジェダイ騎士団を追放され、ガンシック啓蒙教会という別の宗教組織の司祭に就任して同族の女性と結婚。結果的にオーダー66の発令によるジェダイの粛正と銀河帝国の樹立後も生き延びて娘が生まれるが、直後にダース・ベイダーに発見され襲撃を受ける。イースはまだ赤ん坊である娘を守るため自らダース・ベイダーに戦いを挑み足止めを試みるが、ベイダーはこれに先んじて尋問官達にイースの家族の追跡を命じており、イースは娘が拉致された姿を目の当たりにした直後、ベイダーに殺害された。
メイス・ウィンドゥがパルパティーンを捕えようとするシーンで瞬殺されたエージェン・コーラーとよく混同されるが、エージェンはイースの後任のジェダイ評議員である。
イーヴン・ピール (Even Piell)
ジェダイ評議会のメンバーの一人であり、ラニックという種族に属する。ヨーダやヤドルほどではないが非常に小柄であり、ナブーの戦い後のパレードのシーンに登場している。かつて自身の出身惑星でもある惑星ラニックでの戦闘の際に、ジェダイ・マスターのアディ・ガリアの両親を救ったという過去を持つ。そのため、アディ・ガリアはピールを尊敬していた。
クローン大戦中、ピールは惑星ローラ・セイユーで分離主義者のオシ・ソベックにより脱獄不可能の刑務所シタデルにウィルハフ・ターキンやその他のクローンとともに幽閉されていた。やがてアナキン、オビ＝ワン、さらにアソーカの率いるクローン小隊に救出されるが、ドロイド軍によりシャトルを破壊され、ローラ・セイユーからの脱出が不可能になった。ドロイド軍に包囲されたピールは最期まで戦うが、オシ・ソベックの放ったクリーチャー「アヌーバ」に噛まれ戦死してしまう。その後、遺体はアソーカによって運ばれ、アナキンとオビワンによりローラ・セイユーの溶岩に流され、炎となって消えていった。
ピールの左目には大きな傷があるが、これは故郷で7人のテロリストと闘った際、片手で勝利したが、その代償として失ったものであり、また、義眼を入れることを頑なに拒否しているためでもある。
ジョカスタ・ヌー (Jocasta Nu)
コルサントのジェダイ公文書館の司書を務めていた老女で、ジェダイ・マスターである。以前はジェダイ評議会で10年間評議員を務めていた。オビ＝ワンがパドメの暗殺者の手掛りを得るために調査していた惑星「カミーノ」の情報が、公文書館のチャートにはないことを確認した時には、チャートにはないという理由のみで「存在しない」と断定するなど、自ら管理する公文書館の情報には絶対の自信を持っていた。クローン大戦終結時、パルパティーンによってオーダー66が発令された時、ジョカスタは聖堂内の子供たちを外部に避難させたが、多くの子供たちがダース・ベイダーに殺された。その後ジョカスタはコルサントを脱出し、公文書館から持ち出した資料の隠匿を試みたが、次世代のジェダイ候補としてフォース＝センシティブの子供たちのリストを記録したカイバー・メモリー・クリスタルを奪還するためにジェダイ聖堂への侵入を試みた際、大尋問官やベイダーとの戦闘で殺害された。
レジェンズ（非正史）ではベイダーが第501大隊を率いてジェダイ聖堂を襲撃し、ジョカスタが子供たちを避難させようとした時点で、彼女自身もベイダーに殺害されている。
キ＝アディ＝ムンディ (Ki-Adi-Mundi)
惑星スリアのスリアンというエイリアン種族出身で、縦長の頭と二つの脳を持ったジェダイ評議員。二つの脳を持っているため、フォースのダークサイドに対する独自の洞察を行うことができ、ジェダイ評議会のメンバーの中では非常に重要な地位にある。『ファントム・メナス』の際には、ジェダイ評議会の中では新参メンバーであると共に、唯一のジェダイ・ナイトであった。10年後には、パダワンを取りジェダイ・マスターとなっている。彼の出身種族であるスリアンは男性の出生率が大変低く、彼の母星の男性そのものが慢性的に不足しているため、ジェダイとしては例外的に結婚を認められており、数人の妻子がいる（デアゴスディーニ発行の『スター・ウォーズファクトファイル』によると、男性の産まれる割合は12人に1人）。
ジオノーシスの戦いで、プロ・クーンと共に独立星系連合の司令船の攻撃を試み、その船内にあるバトル・ドロイドの主電源を切ったが、その直後にバトル・ドロイドはバックアップシステムによって再び動き出したため、2人は捕らえられた（映画ではカットされている）。クローン大戦の勃発後には数々の惑星へと派遣され、ハイポリの戦いではグリーヴァス将軍と1対1で対峙して生還している。パルパティーンがオーダー66を発令したため、同行していたクローン・コマンダーのバカラと、部下のクローン・トルーパー特殊部隊ギャラクティック・マリーンらによって、惑星マイギートーでの戦闘中に殺害された。
彼はナブーの戦いの56年前にジェダイ・マスターのダーク・ウーマンに見出だされ、パダワン時代にはヨーダの下で修行を行っていた。ナブーの戦いの直前、故郷の政治紛争に巻き込まれた彼はタトゥイーンに墜落し、そこでジャバ・ザ・ハットの一味との抗争になり、行方不明だった娘の一人を救出することに成功する。また、タトゥイーンでは通商連合が軍事力を増強していることを知り、戦争の兆候をつかむことになる。
ムンディは老オビ＝ワンと鯨を掛け合わせたエイリアンにしたいというルーカスの要望によってデザインが創作された。演じたサイラス・カーソンは、「ジェダイ評議会の賢者を演じるのは楽しかったよ。彼には親戚のおじさんのような親しみが感じられるだろう?それは、彼が善良で、やさしく、賢く、頼りがいのあるジェダイ・マスターだからなんだ」と答えている。
キット・フィストー (Kit Fisto)
黄緑色の肌をした水陸両生のノートランと呼ばれるエイリアン種族のジェダイ・マスター。同じジェダイのアイラ・セキュラとは、もしジェダイでなければより深い関係になっていたとも言われるほど親密な友情を結んでいた。
クローン大戦のきっかけとなったジオノーシスの戦いで、バトル・ドロイドの体と一体化したC-3POに対して、フォースを使い転倒させた。その後、モン・カラマリの戦いではクローンSCUBAトルーパーを率いて惑星カラマリに出動し、民族抗争の鎮圧に成功した。この戦闘では自身もライトセーバーを手に水中戦を制している。彼のライトセーバーは、二つのクリスタルを備えているため、エネルギーを二方向に分けて周期的な点火振動をおこすことができ、水の中で使用することも可能である。
『反乱者たち』では弟子のナダルを失っているが、グリーヴァス将軍を圧倒する程ジェダイ・マスターとして実力は高い。
クローン大戦末期、シスの暗黒卿ダース・シディアスの正体が元老院最高議長パルパティーンだと判明した際には、メイス・ウィンドゥの招集に応じてセイシー・ティン、エージェン・コーラーと共に逮捕に向かったが、エージェンやセイシーと共に返り討ちに逢い死亡する。
フィストーのデザインは、元々『クローンの攻撃』に登場するシスの暗黒卿の初期案だったものである。
ルミナーラ・アンドゥリィ (Luminara Unduli)
ミリアランの女性ヒューマノイドで、顎にタトゥーをしているジェダイ・マスターである。共和国、評議会からも信頼も厚く有能な予言者であった。クローン大戦では弟子バリス・オフィーの修行を完成させるべく、惑星イラムへ向かいライトセーバーの原料となるアデガンクリスタルを採取しに行ったが、そこでドロイドの襲撃に遭う（イラムの襲撃）。二人は生き残ることはできたものの、アデガンクリスタルの採掘場はドロイドが仕掛けた時限爆弾によって破壊され、洞窟内部にいた二人は周りを完全に岩で囲まれるが、イラムの危機を察知したヨーダが駆けつけ危機を回避した。その後、ルミナーラはキャッシークへ派遣され、オーダー66を受けたクローン・トルーパーに殺害された。
『反乱者たち』では表向きはクローン戦争を生き残り行方不明、その後帝国側に幽閉されているとされていたが、実際は死体をジェダイ・ハンターである尋問官が回収し、ジェダイを誘き寄せるために利用していた。
オポー・ランシシス (Oppo Rancisis)
惑星シスピアス出身。評議会メンバーの一人。蛇のような下半身をしており、顔全体が白髪と白髭に覆われている人物で、軍事戦略の達人。名前や出身惑星については「オポー・ランシセス」、「惑星ズィスピアーズ出身」とも表記される。
プロ・クーン (Plo Koon)
惑星ドーリン出身のケル・ドアというエイリアン種族。故郷である惑星ドーリンの空気成分は他の惑星とは全く異なっているため、常に特殊なゴーグルと対酸素マスクを装着している。彼はジェダイを何人も輩出した家門の出であり、ジオノーシスの戦いではキ＝アディ＝ムンディと共に独立星系連合の司令船へ攻撃を仕掛け、その内部にあるバトル・ドロイドの主電源を破壊することに成功するが、直後にバトル・ドロイドはバックアップシステムによって再び動き出したため、2人は捕らえられてしまった（以上のシーンは映画ではカットされた）。クローン大戦が勃発すると、惑星ケイト・ニモーディアに派遣され、長らくそこでの任務に従事した。しかし、パルパティーンがオーダー66を発令したため、同行していたクローン・トルーパーによって搭乗機ジェダイ・スターファイターは撃墜され死亡した。
クワイ＝ガンとは同志の間柄であったため、クワイ＝ガンがジェダイ評議会のメンバー入りを誰よりも望んでいた。また、3Dアニメ『クローンウォーズ』に登場するアナキンの弟子アソーカを最初に見出した人物でもあり、彼女からはアナキンと並んで深く尊敬されている。
クインラン・ヴォス (Quinlan Vos)
インナー・リムの惑星キフュ出身のキファーである。幼いころ、両親をアンザーティの盗賊団の手によって失っている。通常のジェダイ候補生とは違い、ジェダイ聖堂ではなく故郷のキフュで修業を積んだ。クインランが精神力によって無生物上に残された微かな精神の痕跡から、近い過去の出来事を読み取ることができたためである。そのためジェダイ聖堂へクインランを渡すことはキフュの氏族にとって受け入れ難く、シェイフのカーリン・ヴォスはジェダイに対し、ジェダイ・マスターの派遣を要請した。ジェダイはこの妥協案を受け入れ、マスター・ソルムがクインランの師として派遣された。その後、クインランはジェダイ・ナイトの称号を受け、ナー・シャダーで密輸業者ポル・セキュラの姪であるアイラ・セキュラを見出し、パダワンとする。しかしポルによって投薬され記憶を失ったことをきっかけにダークサイドへ近づいて行くようになる。記憶を取り戻した後はヴィルマー・グラークと何度か行動を共にしたが、ダークサイドにとりつかれている部分は変わらなかった。
ドゥークー伯爵による分離主義運動が起こった際、クインランはソルムの助けを借りて分離主義運動内部にスパイ網を構築した。しかしこのスパイ網はジオノーシスの罠を察知できず、クインランはこれを恥じてクローン大戦の際には将軍とならずに裏方に徹する。そしてコート・ヴォスという偽名で活動するようになり、独立星系連合がカミーノを攻撃するという確かな情報を手に入れる。これによってジェダイは十分な時間を稼ぐことができ、クローン製造工場のあるカミーノの防衛に成功した。しかし数ヶ月のスパイ活動ののち、クインランはジェダイ聖堂との接触に失敗。銀河共和国を裏切ったとされ、エージェン・コーラーがクインランを連れ戻すために派遣される。だが共和国とハット・スペースとの外交交渉が緊張状態を迎えるとコーラーはクインランの追跡を断念、そしてクインランは連合軍の領域へ逃走して行ったとされる。だが実際にはクインランは共和国を完全に裏切った訳ではなく、二重スパイとして共和国と独立星系連合の間を行きつ戻りつしていた。彼はドゥークー伯爵配下のダーク・ジェダイの一人としてジェダイの活動を妨害する一方、時には彼等を手助けした。
戦争末期にようやく正式にジェダイ・オーダーへの復帰を許されたクインランは、激戦地となっていたサルーカマイへ派遣され、裏切り者のダーク・ジェダイであるソーラ・バルクを倒して共和国を勝利へ導いている。その後今度はキャッシークへ派遣されたが、そこでの戦闘の最中にオーダー66が発令される。しかし、彼はクローン・トルーパーの攻撃から生き延びることに成功している。その後、ヴォスは妻のカリーン・ヘンツと共に暮らし、コート・ヴォスという息子を授かっている。
セイシー・ティン (Saesee Tiin)
イクトッチィという種族で、惑星イクトッチヨンを回る衛星イクトッチの出身。頭部から二本の角が下向きに突き出ており、凶眼。強靭な皮膚を持つ。孤独を愛するジェダイであり、1人の弟子も持ったことはない。
パイロットとしての技術はジェダイの中でも1、2を争うと言われている。自身と同様に優秀なパイロットで、メカニックにも精通しているアナキンの才能を高く評価している。また、フォースと種族特有のテレパシー能力を駆使して、航法コンピュータのナビゲーションなしに、自由にハイパースペースを飛ぶことができる。アニメ『クローン・ウォーズ』でもパイロットとしての腕前を活かし、宇宙戦や近接航空支援により大きな戦果を挙げている。メイス・ウィンドゥがパルパティーンを逮捕しに行くシーンにキット・フィストー、エージェン・コーラーとともに同行するも斬り殺された。
名前については、「サシー・ティン」と表記されている資料もある（扶桑社『スター・ウォーズ完全基礎講座 エピソード1篇』、偕成社『スター・ウォーズ エピソード1データブック』等）。
サイフォ＝ディアス (Sifo-Dyas)
『クローンの攻撃』の中で、10年前にクローン技術に長けている共和国辺境の惑星カミーノに120万人のクローン・トルーパーを発注したジェダイ・マスターとして語られる。『ファントム・メナス』で描かれたナブーの戦いの後に、惑星フェルーシアの和平交渉に派遣され殺害された。具体的な描写はされていないが、非正史（レジェンズ）ではジョージ・ルーカス監修の元に執筆されたブリッジノベル『悪の迷宮』（ソニーマガジンズ刊）、正史（カノン）ではアニメ『クローン・ウォーズ』シーズン6等の作品において断片的に描かれた。
彼はシスの脅威に備えるため、極秘で銀河一のクローン製造技術を持つカミーノ人にクローン兵団を注文した。銀河元老院最高議長パルパティーンにのみ計画を打ち明けたが、その後ドゥークー伯爵にシスの暗黒卿となるための証明を兼ねて殺害されてしまう。
スタス・アリー (Stass Allie)
ジェダイ評議会の一員であるスタス・アリーは、同じくジェダイ評議員であったアディ・ガリアの従姉妹で、180cmという長身のジェダイ・マスターである。クローン大戦勃発時のマスターとなり、その後評議員に昇格した。
スタスは陥落させたサルーカマイでクローン部隊とスピーダーバイクでパトロールをしていたその時、ダース・シディアスによるオーダー66が発令され、コマンダー・ネイオはスタスの乗るスピーダーバイクに発砲し、制御の効かなくなったスピーダーバイクは方向を変え柱に激突し、スタスは死亡した。
ヤドル (Yaddle)
477歳。『ファントム・メナス』でジェダイ評議会の一員として登場したジェダイ・マスターの1人で、ヨーダと同じ種族の女性ジェダイであるが、2人の出自については謎が多い。ヨーダと同じく瞑想を好み、討論の場でも物静かに他者の主張に耳をかたむけている。彼女が自分の意見を述べるのは、いつも最後である。また、ヨーダの知識と平静さを強く尊敬している。
『ファントム・メナス』直後の時期にドゥークーがダース・シディアスと接触していることを知り、ドゥークーの説得を試みるもののライトセーバーの戦いに敗れ殺害された。
レジェンズでは『ファントム・メナス』の約200年程前、当時まだパダワンであったヤドルは、師と共に任務で惑星コーバへと向かっていたが、その最中に師を殺害され、自身も約1世紀以上もの永い間、地下牢に幽閉されてしまうが、フォースを集中させることで大規模な地殻変動を起こし、地下からの脱出に成功した。この時ヤドルは、自分を幽閉した人々の子孫には報復せず、地殻変動からの復興を手助けしたばかりか、さらに独裁者を倒して彼らを解放している。ジェダイ評議会はこの出来事に対し、まだパダワンであったヤドルをジェダイ・マスター、ジェダイ評議員に任命している。
内戦で混乱している惑星モワンの治安維持を支援する任務の際に、犯罪王グランタ・オメガの放った巨大なガス爆弾からこの惑星の住民達を守るために、自らフォースで爆弾を吸収して死亡する。評議会における後任は、ジェダイ・マスターのシャク・ティが務めることとなった。
ヨーダのデザイン画の1つをベースにNG版パペットを流用して制作されたため、髪色や髪型以外の点でも外見はヨーダと非常によく似ている。
ヤレアル・プーフ (Yarael Poof)
『ファントム・メナス』のジェダイ評議会のシーンに登場したジェダイ・マスターの一人。首が非常に長く、青白い肌は非常に薄く、骨格が浮き出ている。瞳は濁った赤色をしており、『クローンの攻撃』に登場したトーン・ウィやラマ・スーらカミーノ人に近い容姿をしているが、彼はカミーノ人ではなく、無脊椎種族のクワーミアン（ケルミアン）である。彼の種族は4本の腕と、胸に第二の脳を持ち、嗅覚器官は腕にある。伝説的なマインド・トリックの使い手として知られており、戦闘の際、得意の幻術を巧みに駆使して自身の姿を巨大な猛獣として現出することによって、敵対するものを強く恐怖させ、戦意を喪失させる。

### シス
ドゥークー伯爵 / ダース・ティラナス (Count Dooku / Darth Tyranus)
ダース・モール (Darth Maul)
ダース・シディアスの弟子で、全身が赤と黒のシスの刺青で覆われている（なお、刺青をしている理由については不明）。髪のない頭部に十本程の短い角を持つエイリアン種族のザブラク出身であり、ダソミアのナイトブラザーと呼ばれる氏族の出身。同族に、ジェダイ・マスターのイース・コスやエージェン・コーラー、実弟で後にドゥークー伯爵の弟子となるサヴァージ・オプレスがいる。ダソミアのナイトシスターの酋長マザー・タルジンの息子であったが、幼少期にその素質に目を付けたダース・シディアスに拉致され、シスとなるための過酷な修行を課せられた。
シディアスの命令で通商連合が惑星ナブーに侵攻した際、封鎖線を突破して逃亡したパドメを捜索する任務を与えられるが、彼女を警護していたクワイ＝ガンによって妨害され失敗する。その後、パドメが惑星コルサントからナブーへと帰国すると再度ナブーへと向かい、再びクワイ＝ガンとオビ＝ワンと戦い、クワイ＝ガンを倒す。その後、オビ＝ワンも追い詰めるが、クワイ＝ガンのライトセーバーを用いたオビ＝ワンの攻撃に対応できず、胴を両断され、溶解炉に落ちて消えた。
モールは死亡したと思われていたが、実は生き延びていたことが『クローン・ウォーズ』シーズン3で明かされている。シーズン4でサヴァージによって発見された時には、失った下半身の代わりにドロイドを改造した蜘蛛を思わせる大型の歩行機械と一体化し、完全に正気を失っていた。ダソミアの魔女マザー・タルジンによって正気を取り戻した彼は、ドロイドのパーツから新造した下半身に収まると、サヴァージを弟子にして二人でオビ＝ワンへの復讐に乗り出す。その動きをシディアスに察知され、3人以上のシスの存在を容認しないシス・オーダーの掟に従いサヴァージを殺され、モール自身も拷問を受ける（ダース・モールの復讐）。
『スター・ウォーズ 反乱者たち』の時代でも生き残っているが、「ダース」の称号を捨て、モールと名乗っていた。シディアスに使い捨てにされた恨みから銀河帝国の転覆を企んでおり、追われる身となっている。反乱軍と共闘することはあっても、エズラ・ブリッジャーを「我が弟子」と呼び暗黒面に引き込もうとするなど一時的なものにしかなっていない。ジェダイ・ホロクロンとシス・ホロクロンを融合させて得た情報からオビ＝ワンの居所を突き止め、戦いを挑むが返り討ちに遭う。最期にオビ＝ワンが「選ばれし者」を守っていることを知り、シディアスへの復讐を代わりに果たしてくれることを願いながら息を引き取った。
当初のデザインでは、モールの頭部にはトーテムを参考にした羽が付けられていた。しかし、クリーチャー・エフェクト・チームのニック・ダドマンは羽を角だと解釈し、モールの顔を悪魔的なデザインに修正した。また、ライトセイバーを使った戦闘シーンでは機敏なアクションが求められたため、ボディスーツやローブもアクションに適したデザインに変更された。「オリジナル・トリロジー」のシスの暗黒卿ダース・ベイダーが仮面を付けていたため、モールは差別化のため刺青をした顔にデザインされた。元々はダース・シディアスに採用される予定だったものが、後にモールのデザインとして変更された。この刺青のデザインは、歌舞伎の化粧法のひとつである隈取を参考にしている。
モール役には、アクション俳優のレイ・パークが起用された。パークは元々スタントマンとして作品に参加していたが、カメラテストのためにダース・モールに扮した彼を見た監督ジョージ・ルーカスらが、その動きと存在感を買って正式にダース・モール役に起用したというエピソードがある。劇中のアクションシーンは全てパーク自身が演じているが、声はピーター・セラフィノイスが吹き替えた。
ダース・モールが主役となるスピンオフ小説『ダース・モール 闇の狩人』（マイケル・リーヴス著、ソニー・マガジンズ刊）は、『スター・ウォーズシリーズ』中では珍しく悪役を主人公にした物語である。

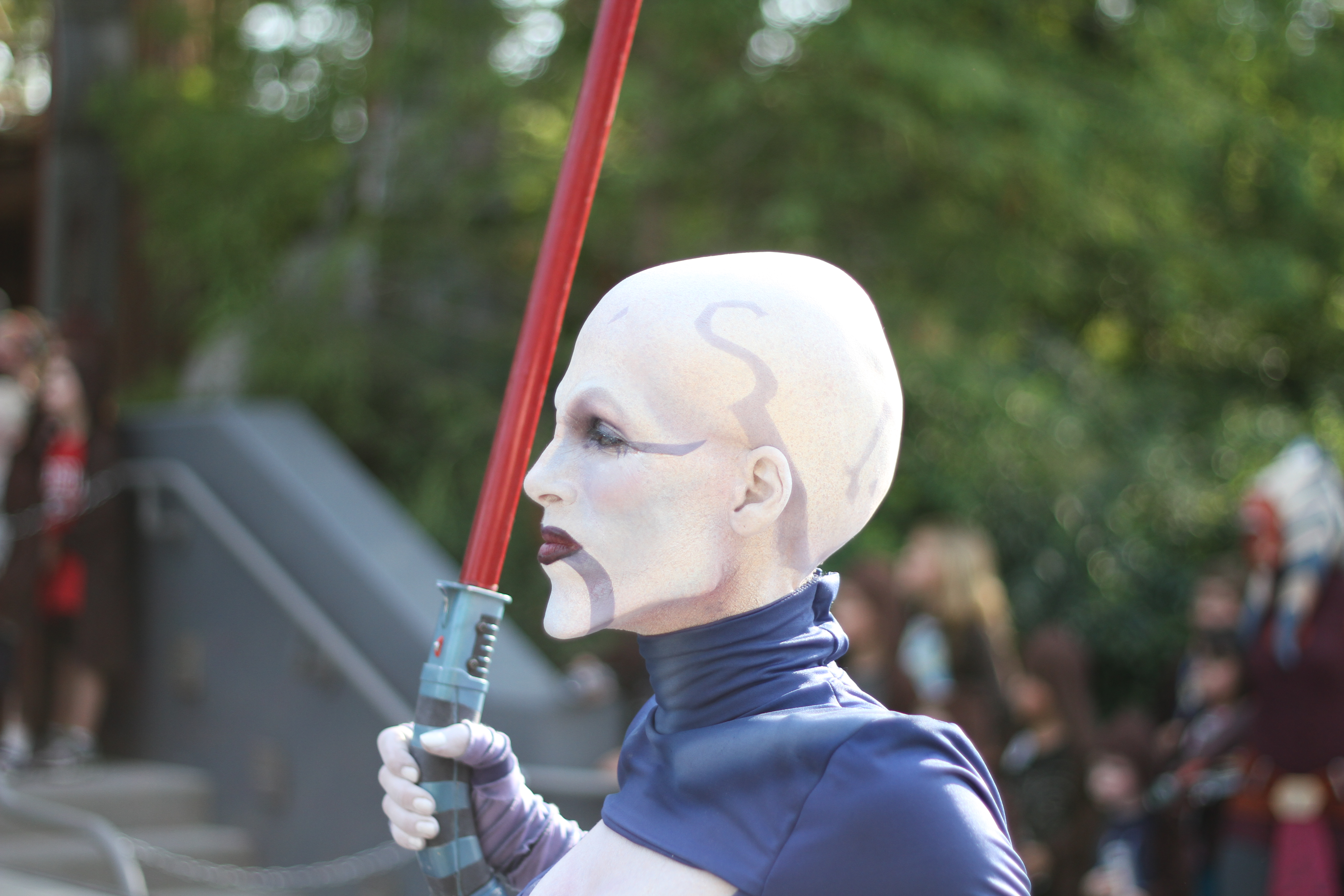
アサージ・ヴェントレス

アサージ・ヴェントレス (Asajj Ventress)
二刀流で戦う白肌のスキンヘッドの女性剣士。共和国辺境の惑星ダソミアで誕生するが、彼女の部族がある海賊団から保護を受けるための条件として引き渡され、その後は惑星ラタータックで海賊団の奴隷として育てられる。戦乱の絶えないラタータックでの生活は悲惨で、その上ごく幼い頃に海賊団も犯罪組織同士の抗争で壊滅して天涯孤独の身となったが、ラタータックを訪れた元ジェダイのカイ・ナレックと出会い、フォースの片鱗を見せていた彼女はナレックからジェダイの技を伝授される。しかし、ナレックはジェダイの精神を授ける前に盗賊に襲撃され殺害される。ラタータックの情勢を省みない共和国や師匠を追放したジェダイ評議会を恨みつつ、アサージはダーク・ジェダイとなり、シスの存在を知った後は、自らがシスの精神を継ぐ者と意識して黒衣に身を包みシス卿を名乗った。
ドゥークー伯爵がラタータックの闘技場を訪れたことを知ったアサージは、自分を売り込む機会だと考え闘技大会に参加。圧倒的なフォースの力とライトセーバーの腕を披露し、ドゥークー伯爵の知見を得た。しかし、自分が「シス」と名乗って誇っていた力は本当のシス卿であるドゥークー伯爵に対して全く歯が立たないことを知り、ドゥークーとその師匠であるダース・シディアスに忠誠を誓う。ドゥークーはアサージの忠誠に対する証として、かつて自分の弟子だったコマリ・ヴォサが所持していた二本のシス・ライトセーバーを授けた。しかし、シスは一度に「師匠＝弟子」の二人しか存在してはならない掟のため、彼女が本当のシスの修行を受けシス卿と認められることはなかった。
クローン大戦ではオビ＝ワンが指揮するクローン軍との戦闘に多く参戦し、オビ＝ワンを捕虜として捕らえることにも成功した（その後、脱走されている）。戦いを有利にするため共和国軍を指揮するジェダイを切り崩す戦略を進め、オビ＝ワンを味方に引き入れようと誘惑したほか、多くのジェダイ騎士の首に賞金を掛けてダージを始めとする共和国中の賞金稼ぎの力を利用した。惑星ヤヴィンの衛星「ヤヴィン4」でアナキンと対決、一時は優位に立ったがダークサイドの力を解放したアナキンに敗北し、瀕死のところをドゥークー伯爵に助け出された。
『スター・ウォーズ/クローン・ウォーズ』でも登場し、劇場版ではクローン大戦の帰趨を担うハット・スペースの航行権を狙った陰謀達成のためにアナキンやアソーカの前に立ちふさがる。トイダリアンの君主であるカトゥーンコを独立星系連合に迎え入れるために交渉に赴いたヨーダを襲撃している。シーズン3では、アサージの急激な成長が自分自身の脅威になると憂慮したダース・シディアスの命令を受けたドゥークーに殺されかける。辛うじて生き残るとドゥークーへの復讐を胸に故郷のダソミアのナイトシスターの氏族に援助を求める。
アサージが属する氏族の指導者であるマスター・タルジンは、ドゥークーへの復讐を支援するために二人のナイトシスターをアサージに同行させ、アサージとその仲間のナイトシスターはジェダイの仕業に見せかけながらドゥークーを襲撃するものの失敗し、逃走する。この際、ドゥークーがジェダイの犯行と考えたために協力関係にあったタルジンに新しい弟子の補充を要請する。アサージは、ナイトシスターに仕える戦士部族ナイトブラザーの若者たちから自分自身でダース・モールの弟サヴァージ・オプレスを選抜。マスター・タルジンの魔法によって肉体や精神を強化し洗脳を施したうえでドゥークーの元へと送り込み、彼とともにドゥークーを襲撃する計画を立てた。しかし、洗脳に対してサヴァージ・オプレスがアサージに見限られたことが元で暴走し、ドゥークーとアサージの双方を殺そうとしたために失敗し、二人は逃走する。その後は賞金稼ぎとなり、ボバ・フェットのチームに参加して戦ったり、サヴァージ・オプレスに掛けられた賞金を狙ってオビ＝ワンとも共闘した。
その後アサージは共和国と独立星系連合の間を二重スパイとして行き来していたジェダイ・マスター・クインラン・ヴォスと出会い、ドゥークーの抹殺を命じられた彼と共闘する中で親密な関係を築く。しかし、ドゥークー抹殺の任務は失敗し、捕縛され壮絶な拷問を受けたクインランはアサージやオビ＝ワン、アナキンらによって救出されるものの暗黒面へと転落しつつあった。そのような状態でドゥークー抹殺任務の継続を強行したクインランは、結果完全に暗黒面へと転向する事になるが、アサージはそのような状態の彼がドゥークーによるフォース・ライトニングの攻撃を受けた際に自ら庇い、身代わりとなって命を落とす。これを受けてクインランは光明面に帰還してジェダイ騎士団へと完全に復帰し、アサージの遺体を彼女の故郷である惑星ダソミアにて手厚く葬った。
『クローン大戦』では、アサージは大戦末期のボズ・ピティの戦いにおいてドゥークー伯爵に捕らえられていたオビ＝ワンとアナキンに再会して決闘に臨むが、既にドゥークーは彼女を見限っており、逃走するドゥークー伯爵とグリーヴァス将軍の盾にされて味方に銃撃された。アサージの過去を知り、自分を助けようとしているオビ＝ワンを前にしてジェダイに対する長年の恨みも消え、「コルサントを守りなさい」と言い残し息を引き取った。オビ＝ワンは彼女をコルサントでジェダイの作法に則り火葬するよう申し出たが、彼女の遺体を載せた宇宙船は行方不明となった。後の調査でアサージは死なずに仮死状態に陥っただけで、復活したアサージは宇宙船を奪い何処かへ消えたことが判明する。
アサージのデザインは、元々『クローンの攻撃』に登場するシスの暗黒卿としてデザインされたものだったが、クリストファー・リーが起用されたため没になったものを流用している。また、アサージの名前は『蜘蛛巣城』に登場する鷲津浅茅に由来している。『スター・ウォーズ クローン大戦』では、日本語吹き替え版の製作に際してアメリカ側からオリジナル（グレイ・デライル、ニカ・フッターマン）に似せたシビアなボイスマッチが要求されアサージも20代女性での配役が要望されていたが、日本では同年代でオリジナルに似たしゃがれた声を出せる声優がおらず磯辺万沙子がキャスティングされた。音響監督の佐藤敏夫はアメリカ側を納得させるのに苦労したと述べている。
ダース・プレイガス (Darth Plagueis)
共和国末期に暗躍したシスの暗黒卿。シス卿ダース・ベインがヤヴィンの戦いの約1000年前に、一子相伝制を主体とする徹底した秘密主義を確立してから、表舞台に一切姿を現さなかった最後のシス卿。正史ではその詳しい素性は明かされていないが、レジェンズ（非正史）の小説『ダースプレイガス』ではこの人物がムウンというエイリアン種族出身であり、表向きにはヒーゴ・ダマスクという実業家として銀河共和国の財界に多大な影響力を及ぼしていたこと等が明かされている。
ダース・シディアスをアプレンティス（弟子）としていたが、彼に寝込みを襲われ殺害される。シディアスが生涯、自身の師について黙秘したため、プレイガスに関する情報は存在しない。なお謀殺したとはいえ、シディアスは師のプレイガスを「賢人（the Wise）」と評しており、自身のマスターとして、またシス卿としてその実力を認めていた様である。

### 銀河共和国

#### 銀河元老院
ベイル・オーガナ (Bail Organa)
オルデラン王室出身の元老院議員で、レイアの養父。妻は元オルデラン教育大臣・難民解放活動議長でオルデラン女王のブレハ・オーガナ。レジェンズではベイル・プレスター・オーガナというフルネームが設定されている。ヴァローラムも友人であったが、パルパティーンが新しい元老院議長に就任すると彼の顧問の一人となる。クローン大戦時はその交渉術を買われ、ロイヤリスト・コミッティ（議長忠誠派）と呼ばれる対独立星系連合交渉助勢会議のメンバーとなり、またオビ＝ワンともクローン大戦中に親睦を深めた。
オーダー66が発動され、ジェダイ聖堂がクローン・トルーパーに攻撃されているのを見て異変を察知し、ヨーダとオビ＝ワンを救出することに成功する。そしてパルパティーンが皇帝を名乗るようになるとすぐにオルデランの総督の位に戻り、長老議会という会議を創設し自ら初代議長につき、表向きは銀河帝国の支持者という立場を取りながらも警戒を強めた。クローン大戦中後を問わず、クローン・トルーパー（後にストームトルーパー）のオルデラン駐留を認めず、平和を守るためオルデランにあった武器を全て宇宙船に載せ、完全非武装化を断行した。
やがて帝国元老院で最年少の議員となったレイアや共和国時代からの同僚であるモン・モスマ、ジェダイ粛清の僅かな生き残りの一人であるアソーカ・タノといった同盟者らと共に銀河系各地に点在していた帝国への反乱組織を密かに支援。共和国再建同盟を結び反乱同盟軍を組織した。しかし、オルデランが本格的に防御を固め正式に同盟軍に参加する直前、オルデランはデス・スターによって破壊され、オーガナも死亡する。
レジェンズでは、オーガナは若い頃に王位継承を巡る闘争に巻き込まれる。この争いは最終的に銀河共和国が派遣したジョラス・シボースの介入によって調停され、オーガナは王になると共に惑星の実質的統治者である総督の位にもついた。その後、元老院議員選に出馬するため両方の位を他人に譲っている。ヤヴィンの戦いの2年前、ベイルはモン・モスマ、ガーム・ベル・イブリスと共にコレリアン協定を締結しており、これが正式な反乱同盟軍の結成とされている。反乱同盟軍創設者の1人であるベイルの死は、モン・モスマへの権力の集中を招き、この流れに強い危機感を覚えたガーム・ベル・イブリスが脱退するなど、その後の反乱同盟軍の体制に甚大な影響をもたらした。
フィニーズ・ヴァローラム (Finis Valorum)
1000年にわたって多くの有力政治家を輩出した名家の出身。旧銀河共和国の末期、2期8年にわたって最高議長職を務めたヴァローラムは、数少ない良心的な政治家であったが、ダース・シディアスの策略により根拠のない汚職の嫌疑をかけられてしまう。それでもなお、腐敗した共和国を改革すべく必死の努力を続けていたが、正規の規則に縛られなおかつカリスマ性に欠けていたため、なかなか実績を上げられなかった。通商連合によるナブー封鎖に際し、元老院が不毛な議論を繰り返すのに辟易した彼は、密かに2人のジェダイの騎士クワイ＝ガンとオビ＝ワンを、特使として通商連合総督ヌート・ガンレイのもとへと派遣した。その後、2人の手引きでナブーを脱出した女王パドメを迎えて緊急議会を招集したが、その場で不信任案を提出され可決。元老院最高議長の座を退くこととなった。
非正史（レジェンズ）の設定ではその後も政界に留まりつつ、難民救済事業に奔走していた。ジオノーシスの戦いの16ヵ月後、オーガナに「パルパティーンに逆らった議員が次々と消えている」と警告を残し、直後に公式発表では独立星系連合の手によるものとされる破壊工作によって乗船を爆破され他の乗組員と共に死亡した。その後、彼の治績を称えて元老院議事堂ホールに記念碑が建立されたが、この事件をきっかけにパルパティーンは大幅な法改正を行い、強力な警察権を手に入れた。

#### ナブー
ジャミリア女王 (Queen Jamillia)
パドメの次代のナブー女王。
アペイラーナ女王 (Queen Apailana)
『シスの復讐』に登場するナブー女王。死去したパドメの国葬を執り行い、銀河帝国成立後はジェダイを匿っていたが、事実を知った帝国軍に殺害される。
クァーシュ・パナカ (Quarsh Panaka)
ナブー王室警備隊長。ナブー王室に絶対の忠誠を誓い、歴代の王（女王）に仕えた。前国王ヴェルーナの没後、ナブー王室警備隊長に任命され、通商連合の侵略が始まると、王室の警備やアミダラ女王護衛の陣頭指揮を執った。ナブーの戦いの混乱の中でヌート・ガンレイ総督を捕えた。アミダラの退位後も引き続き、新女王ジャミリアの警護任務に就いた。
彼は極めて保守的な思想の持主であり、長らくグンガン人差別主義者でもあった。また、パドメとアナキンとの婚姻を聖職者の証言を通じて、パルパティーン議長に報告した。帝政期以降も、故郷を同じくする皇帝パルパティーンを熱狂的に支持し、最終的には総督職の高級将校「モフ」に任命され、ナブーの属するコメル宙域を統治した。後に、ナブーの衛星オノアムを訪れたレイア・オーガナと会見した直後、ソウ・ゲレラ率いる反帝国勢力の過激派組織「パルチザン」によって暗殺される。
グレガー・タイフォ (Gregar Typho)
ナブーでの戦いで活躍したパナカの甥。ナブーの戦いでは通商連合との戦闘に加わり左目を失ったが、その後もナブー王室に仕え、新たにナブー選出議員となったパドメの護衛を務めていた。クローン大戦の直前に発生したパドメ暗殺未遂事件の場にも居合わせており、その後もパドメの護衛を務めた。
シオ・ビブル (Sio Bibble)
ナブーの首相。パドメを政治面で補佐し、彼女の退任後も首相としてジャミリア女王に仕え、パドメの国葬にも参列している。
コーデ (Cordé)
パドメの影武者。彼女がコルサントに行く際に同行するが、コルサントに到着した際にザム・ウェセルのしかけた爆弾により死亡する。
ボス・ナス (Boss Rugor Nass)
ナブーの原住民であるグンガン族の長であり、また同時にグンガンの自衛組織で、主に民兵から成る「聖なる軍隊」の最高司令官でもある。通商連合との戦いに備えてパドメと同盟を結び、終盤では通商連合を撃退した後の祝賀パレードに参加し、「平和を」とナブー国民の前で自ら宣言した。『シスの復讐』のラストのパドメの国葬のシーンでは、ジャー・ジャー・ビンクスと共に正装して葬列に加わっている。
ジャー・ジャー・ビンクス (Jar Jar Binks)

#### タトゥイーン
シミ・スカイウォーカー (Shmi Skywalker)
アナキンの母親であり、ルークの祖母。アナキンの父親は存在しない（処女懐胎）。タトゥイーンで部品屋を営んでいるワトーの奴隷であったが、息子のアナキンは9歳の時、クワイ＝ガンに解放される。後に自身も水分農場を営むクリーグ・ラーズに解放され、彼と結婚した。
アナキンがタトゥイーンを離れて10年後、水分凝結機にできるキノコを取ろうと朝方に家を出た時、原住民のタスケン・レイダーにさらわれる。クリーグらが助けに行ったが失敗し、アナキンが助けにきた時にはタスケン・レイダーによる拷問を受け、衰弱し切っており、助けに来たアナキンに抱かれたまま絶命する。
クリーグ・ラーズ (Cliegg Lars)
アナキンの継父であり、オーウェン・ラーズの父親。タトゥイーンのモイスチャーファームで、ワトーからシミを受け取り、彼女を奴隷から解放して結婚した。数年後、シミがタスケン・レイダーたちにさらわれ、仲間を募って救出に向かうも多くの死傷者を出し、彼自身も片足を失ってしまい、ドロイドのようにはなりたくないとオーウェン手製の車椅子を愛用するようになった。後にシミの死を知り悲しみにくれ、家の近くに埋葬し、アナキンと共に墓標に黙祷した。
ワトー (Watto)
惑星タトゥイーンで宇宙船中古部品を売る商人で、身長は137cm、小さな羽を忙しなく動かし、飛ぶことが出来る。惑星トイダリア原住のトイダリアンという種族の出身で、種族的な性質からフォースによる心理操作は通用しない。アナキンとシミが奴隷だった時の所有者だった。
基本的には計算高いながらも正直な商人である彼だが、ギャンブルに目がないという悪徳のために、後に財産をほとんど失うという不運に見舞われた。彼自身は種族的なフォース耐性のため心理操作こそ受け付けはしなかったものの、クワイ＝ガンがフォースを使ったダイス賭博のイカサマトリックを見抜けずポッドレースの賭けに乗る羽目になって負け、子供だったアナキンを譲り渡し、その後にシミもクリーグ・ラーズに売っている。アナキンが青年となるころには店も零落しており、店舗も手放し、露店で小さなジャンクを売るのみとなっていた。
口が悪く若干偽悪趣味的なところがあり、奴隷であった頃のアナキンとシミは彼の所有物であったため、悪態や暴言を吐くことはあるものの、幼いアナキンに対する彼の態度は、無理な労働を強いるようなこともせず、掃除など彼に与えた仕事が片付けば早く切り上げさせ自由に遊ばせたり、彼を「アニー」と愛称で呼んで可愛がり、また、ポッドレースへの出場も許していたなど、親類と同等の態度で接していた。
ギャンブルに目がないギャンブラーとして悪びれる様子もなく、商品に悪戯をしてしまったアナキンを罵ったりもしているが、青年となったアナキンと再会した時には、「アニーじゃないか」と素直に再会を喜んでいた（喜びつつもアナキンに借金取立てを頼もうとしたが、話を逸らされ断念した）。また、母を売ったことに関して聞かれると開口一番に謝罪し、すぐに売買記録を見せてラーズ家の場所を教えた。
ベン・クワディナロス (Ben Quadinaros)
ポッドレース（ブーンタ・クラシック）に出場したレーサーの1人。マシンは、ポッドレースのマシンとしては珍しい4つのエンジンを搭載している。スタート時にエンジントラブルが起き、最後にはエンジンが4つ全部が吹っ飛んでしまう。ライバルのセブルバの妨害によって同様にエンジントラブルが起こっていたアナキンが的確に対処して走り出したのとは対照的に、彼は計器を乱暴に叩くだけでアナキンに比べて緊急事態への対処能力が低い様を見せた。
NINTENDO64の『スターウォーズ エピソードIレーサー』にも登場する。
ラッツ・タイレル（Ratts Tyerell）
ポッドレース（ブーンタ・クラシック）に出場したレーサーの1人で惑星アリーン出身。正々堂々としたレース展開を好み、人気も高い。そのため、ラフプレイでのし上がるセブルバを快く思っていない。レース中の洞窟コース内で鍾乳洞に激突し死亡した。
エピソード1のDVDに収録されたカットシーンの映像では、この時のレースに際してタイレルの妻子が応援に駆け付けていたが、一家の父親の死を目の当たりにする悲惨な結果になった様子が描かれている。レジェンズ（非正史）では息子のデランドがこの時の経験から、後にポッドレースの規制を訴える団体を設立する事になる。
ボールズ・ロア（Boles Roor）
ポッドレース（ブーンタ・クラシック）に出場したレーサーの1人。過去に2回の優勝経験をもつ。最終的に6位と振るわなかったものの、難コースやタスケン・レイダーの妨害などをすりぬけ完走した。
マホーニック（Mawhonic）
ポッドレース（ブーンタ・クラシック）に出場したレーサーの1人。セブルバに並ぶ優勝候補とされていたが、レース開始早々にセブルバによってコース外に押し出され、障害物に接触、大破リタイヤした。
ティーント・パガリス（Teemto Pagalies）
ポッドレース（ブーンタ・クラシック）に出場したレーサーの1人。惑星ムーナス・マンデル出身。その風貌は「直立二足歩行するワニ」を想起させる。レース中盤までは順調だったものの、峡谷コースでタスケン・レイダーに狙撃され、ポッドは大破、リタイヤした。
装備はかなりの旧式だったらしく、日本語吹き替えでは「あんなオンボロエンジン積んで、よくぞレースに参加したよ」と酷評された（字幕では、「どこの惑星の人間でもあれは痛い」と訳されている）。
フォード&ビード (Fode & Beed)
1つの体に4つの腕、2つの頭（人格）をもつトロイグという社交的な種族の出身である。フォードとビードは2人合わせてフォードシンビードとも呼ばれ故郷で最も有名な人物の1人（2人）であり、フォードは赤い肌、ビードは緑色の肌をしている。彼らはスポーツ放送のアナウンサーとして成功を収めており、アナキンが参加する惑星タトゥイーンのモス・エスパ競技場で行われたブーンタ・イブ・ポッドレースではフォードが共通語（ベイシック）で、片割れのビードがハット語でアナウンスやレースの実況解説を行う。
ガーデュラ・ザ・ハット (Gardulla the Hutt)
タトゥイーンを本拠とするハット族の一員。ワトーとの賭けに負け、スカイウォーカー親子をワトーに譲り渡した。同族のジャバ・ザ・ハットとはライバル関係にあるが、『スター・ウォーズ/クローン・ウォーズ』ではハット族全体を統治するハット大評議会においてジャバの代理人を務めていた。『クローン・ウォーズ』以前に製作されたゲーム『ジャンゴ・フェット』など、一部レジェンズの設定ではジャンゴ・フェットと対立し、彼に殺害されている。
ガスガノ (Gasgano)
6本の腕に24本の指を持つゼクスト人のレーサー。セブルバと並ぶ人気レーサーでもあり、ブーンタ・イブ・クラシック本命のレーサーの1人でもある。
オディ・マンドレル (Ody mandrell)
ポッドレース（ブーンタ・イブ・クラシック）に出場したレーサーの1人である。パイロットとしての技量はそれほどでもないらしく、下馬評では大穴扱いされていた。整備員を雇う余裕もないらしく、整備用ドロイドをピットクルーとして使役していた。ピットイン時エンジンのインテークにドロイドを吸い込んでしまい大破、リタイヤする。
セブルバ (Sebulba)
ポッドレースの人気レーサー。腕で歩行し、脚を腕の様に使う独特の生態を持ち、レースの際は手足全てを使って操作を行う。操縦技術も優秀ながら、相手ポッドをコース外に押し出したり爆発物を相手ポッドのインテークに放り込むなど、妨害技術はそれ以上。短気で喧嘩っ早く、ちょっとしたトラブルからジャー・ジャー・ビンクスを殺そうとするがアナキンに止められた。ポッドレース最大のイベントである「ブーンタ・イブ」ではV字型の吸気口をもつ巨大なエンジンのポッドを駆って参戦、アナキンのポッドと最後まで競るものの敗北しポッドは大破。パンフレットでは、クワイ＝ガン・ジンからアナキンのポッドを買い取り、レーサーを続けたとされる。

### 独立星系連合

#### 通商連合
ヌート・ガンレイ (Nute Gunray)
通商連合総督（最高権力者）。ライバルとの熾烈な権力争いに明け暮れていた頃に、助力と引き替えに自身に協力するように接触してきたダース・シディアスと手を組み、シディアスから得た秘密情報をもとにライバルを蹴落とし、総督の地位を得た。
ダース・シディアスの命を受けて通商連合の偽装貨物船（武装した貨物船）の艦隊を率いてナブーを封鎖し、最高議長から派遣された特使クワイ＝ガンとオビ＝ワンも撃退したが、ナブー占領を合法化するために必要なアミダラ女王の署名が得られないまま、アミダラと合流したジェダイに逃げられる。ガンレイはパドメと協力関係を結んだグンガン軍の撃破に主力軍を投入したが、手薄になったナブー王宮を直接奇襲される。それでもガンレイは采配を取ってパドメ・アミダラを捕らえることに成功したが、そこにパドメの影武者が到着し、影武者としか会ったことのなかった彼は本物のパドメを捨てて影武者を捕らえるよう命じてしまい、その隙に本物のパドメがガンレイのブラスターを奪って反攻に転じ、ガンレイは捕らえられた。以降、目の敵とも言うべきパドメに対して殺意を抱くようになる。この失敗で通商連合軍は甚大な打撃を受け、ガンレイも逮捕されたが、有力者への贈賄等の裏工作を駆使し、裁判で有罪判決を受けながらもなお総督の地位を固持した。また、大幅な軍縮を命じられた私設軍も、ドロイド工場をジオノーシスやハイポリ等といった辺境惑星に移設して密かに再建した。
ドゥークー伯爵率いる分離主義運動に呼応して10年前に苦汁を舐めさせられたパドメ暗殺を条件に、経済面・軍事面で独立星系連合（分離主義勢力）を支援することを約束。以後、分離主義評議会の幹部としてクローン大戦で共和国と敵対した。グリーヴァス将軍とは二人が初めて会った時に、ガンレイがグリーヴァスをドロイドだと間違えたため不仲であった。クローン大戦中は、共和国側の惑星を分離主義勢力側に取り込む切り崩し工作などを行っていた。その最中、アミダラの活躍により惑星ローディアで共和国に身柄を拘束されるも、ガンレイが共和国に口を割ることを恐れたドゥークーは、腹心のアサージ・ヴェントレスを送り込み、ガンレイは彼女の協力を得て脱出した。しかし、終戦直後、もはやガンレイたちに利用価値のなくなったシディアスは、ムスタファーに弟子のダース・ベイダーを送り込み、ガンレイは他の分離主義者と共に惨殺された。
ガンレイをはじめとするニモーディアンが話す英語が、日本人が話すようなたどたどしい発音のため、アメリカの一部の市民団体から人種差別的だと抗議を受けたことがある。しかし、声を担当したサイラス・カーソンは「彼らには見たところ鼻がない。だから鼻が無いような発音をするイメージのあるタイ人の英語をまねてセリフを話した」と語っている。
ガンレイをはじめニモーディアンがみな高い帽子を被っているのは、その中に顔の表情を動かす機械が入っているため（設定上は自分たちの地位、権力、富を誇示するためのもの）。『ファントム・メナス』の頃は瞬きと口を開閉する程度だったが、『クローンの攻撃』ではコンピュータ・プログラムによるリップシンク、『シスの復讐』では顔全体の筋肉の動きの再現などその技術は飛躍的に進んでいた。なお初期のデザイン画では彼らが使役するバトル・ドロイド同様の細長い頭部となっており、その名残としてバトル・ドロイドは彼らニモーディアンの骨格を模して造られたとされている。
なお、イレヴン・スター・マーケティング社が通商連合のために制作した広告ポスター「我らが手の中の安全」は、ガンレイがコンセプト・デザインを手がけたとされている。
キ＝アディ＝ムンディとガンレイの両者を演じたサイラス・カーソンは、ガンレイについて、「キ＝アディ＝ムンディの正反対のキャラクターだ。物凄く臆病で、いつも何かに怯えている－とても滑稽な人物だね」と評している。
ルーン・ハーコ (Rune Haako)
法律顧問としてガンレイの補佐官を務めた。ナブーの戦いの際、多くのニモーディアンと同じく臆病なハーコは、ダース・シディアスの命令がナブーの封鎖から侵略へと次第にエスカレートしていくことにガンレイと共に不安を募らせていたが、シディアスには反対出来ないでいた。ナブーの戦いの終結後にガンレイ共々、パドメたちに捕らえられてしまう。『クローンの攻撃』での登場はなかった（同作でガンレイの傍らにいたのは総督補佐官のギラモス・リブカス）が、『シスの復讐』で再びガンレイの補佐官として登場、惑星ムスタファーにおいてダース・ベイダーに惨殺された。
ドールテイ・ドファイン (Daultay Dofine)
通商連合の宇宙艦隊旗艦であるルクレハルク級LH-3210貨物船「サーカク」の艦長。ニモーディアンの名家・ドファイン家出身。ナブーを封鎖中に共和国から送られてきた特使の正体がジェダイと知るや不安となり、ダース・シディアスと連絡を取って指示を仰ごうとガンレイが決断した後、シディアスに今すぐ封鎖を解くよう進言するが、その弱気な様を嫌ったシディアスがガンレイに彼を遠ざけるよう命じたため、黙って引き下がった。その後もシディアスやガンレイの方針に従い封鎖を続行し、ナブーの制圧が進んだのに伴い艦隊の主力が引き揚げた後もバトル・ドロイドのコントロール艦であるルクレハルク級ドロイド司令船「ヴータン・バラー」（「サーカク」とは異なり、パラボラアンテナといった表層部の構造物が増えており、別の艦であることがわかる）の艦長を務めたが、偶発的にN-1スターファイターに搭乗して戦闘に巻き込まれたアナキンによる攻撃で艦の動力炉を破壊され、艦内各所で連鎖的に爆発が発生し、爆発する艦橋と運命を共にした。
ラシュロス・ドファイン (Lushros Dofine)
独立星系連合のプロヴィデンス級キャリアー/デストロイヤー「インヴィジブル・ハンド」の艦長。ドールテイ・ドファインと同じくニモーディアンの名家・ドファイン家の出身で、ドールテイとは親戚の関係にある。他の多くのニモーディアンとは異なり、最も危険な状況にあっても冷静さを失わない極めて分別のある人物だった。
ジオノーシスの戦いの際にはルクレハルク級バトルシップの艦長を務めており、惑星から撤退する最後のコア・シップの一隻でグリーヴァス将軍を回収し、共和国軍のクローン・ファイター群を退けたことでグリーヴァスの歓心を買い、グリーヴァスが「インヴィジブル・ハンド」を旗艦とした際に艦長に任命された。クローン大戦中は多くの戦いで司令官として活躍し、グリーヴァスを前にしても持ち前の冷静さで自分の立場を貫き通したことから、グリーヴァスから尊敬を受けた数少ないニモーディアンの1人となった。
コルサントの戦いの際にも「インヴィジブル・ハンド」の艦長として参戦し、グリーヴァスがパルパティーン議長を誘拐すべくコルサントに降り立った後は艦隊の指揮を執っていた。その後はコルサントに墜落してゆく「インヴィジブル・ハンド」から脱出ポッドを用いて脱出したが、コースを逸れたターボレーザーが脱出ポッドに直撃し戦死した。
ロット・ドッド (Rott Dod)
銀河元老院における、通商連合の代表として選出された議員。通商連合のナブー侵略についてアミダラ女王が元老院議事堂で告発した際、「これは事実無根であり、調査団を現地に送り事実確認を行うべきである」と反論することで、即座に決定が下されぬよう図った。しかし、パルパティーン議員の進言を受け入れたアミダラによる、ヴァローラム最高議長への不信任案の提出と、パルパティーンが同情票を集めて新しい最高議長に選出されるのを止めることは出来なかった。
クローン大戦の開戦後も、通商連合が独立星系連合に参加しているのは明らかであったが、彼自身は通商連合全体が独立星系連合に加担してはおらず、そもそも通商連合の資金や軍備は所定の手続きを回避して独断で動かせるはずがないと主張することで、元老院議員としての議席を保ち続けていたが、本心では銀河共和国や元老院ではなく通商連合や独立星系連合に忠誠心を抱いていた。

#### 通商連合以外の参加者
グリーヴァス将軍 (General Grievous)
ポグル・ザ・レッサー (Poggle the Lesser)
惑星ジオノーシスを支配する大公であり、またジオノーシス工業社の代表でもある。銀河系の公用語であるベーシックを話さず、母星の原語であるジオノーシアン語でしか話さない。
下層階級の出身だったポグルは、ジオノーシアンの伝統的な階級制度に反発していた。やがて彼は強い権力欲に囚われ、スタルガシンの巣群落を支配しているハーディス・ザ・ヴォールテッドから大公位を簒奪しようと画策し、自身への共感者たちを集めて革命を目論むが、企みが事前に露見して失敗する。1年後、ポグルはダース・シディアスから支援を得て大公位を奪い、ハーディスを処刑する。ポグルが常に持っている杖は、この時処刑したハーディスの骨でできている。ジオノーシアンの大公となったポグルは反逆者を捕らえて粛清し、自らの体制を固める一方で、ジオノーシス工業社代表の立場を活かして、テクノ・ユニオンの下請けとして大量のバトル・ドロイドや各種兵器を製造して銀河中の大企業や有力者に納入した。
ダース・シディアスに借りのあるポグルは、シディアスの弟子であるドゥークー伯爵たち分離主義者のために、自身の工場で製造した大量のバトル・ドロイドを提供した。さらにシス卿たちからの依頼を受けて、ベヴェル・レメリスクやテクノ・ユニオンの技術者たちと共に超兵器（デス・スター）の設計に着手したり、宇宙船の爆発事故で重傷を負った爬虫類種族・カリーシュのある男（後のグリーヴァス）をサイボーグに改造したりした。
『クローンの攻撃』において、ポグルはドゥークーやガンレイたちを招き、ジオノーシスで会合を開催。そこに潜入していたジェダイのオビ＝ワンやアナキン、パドメを捕らえて処刑しようとし、さらにオビ＝ワン救出に駆けつけたジェダイたちの殲滅を企むが、救援に駆けつけたクローン・トルーパーの大軍により阻まれる。戦況が不利になったためドロイド軍を地下基地に撤退させ、ドゥークーに秘密兵器の設計図を手渡した。
『スター・ウォーズ/クローン・ウォーズ』において、ポグルは通商連合のロット・ドッド元老院議員や分離主義運動に加担するインターギャラクティック銀行グループと関係の深いラッシュ・クロヴィス議員と、惑星ケイト・ニモーディアで極秘に会合を行い、新たにジオノーシスで大規模なドロイド製造工場を建設しようとした。しかし、アミダラとアナキンの活躍やクロヴィスの裏切りによって共和国側に計画が露見し、工場内に侵入したアソーカとバリスによって工場は爆破されてしまう。その後、ポグルはジオノーシアンの女王カリーナ・ザ・グレートの元へと逃亡し、さらに追跡してきたルミナーラを捕らえることに成功するが、彼女の救出に現れたオビ＝ワンとアナキンによってカリーナは倒され、自身も拘束されてしまう。
『シスの復讐』では、ジオノーシスを追われたポグルは、他の分離主義評議会のメンバーたちと共に惑星ウータパウ、次いで惑星ムスタファーへ逃亡するが、シディアスが派遣したベイダーにより、他の分離主義勢力の幹部と共に惨殺される。
ジャンゴ・フェット (Jango Fett)
賞金稼ぎ。クローントルーパー製造のために遺伝子情報を提供した。ドゥークー伯爵に雇われ、ザム・ウェセルと手を組みパドメを暗殺しようとする。

### その他
ラマ・スー (Lama Su)
惑星カミーノの首相。賞金稼ぎの追跡調査で惑星を訪れたオビ＝ワンを歓迎する。ケノービをクローン兵発注主であるサイフォ＝ディアスの代理人だと思い、クローン兵士のことを報告した。
「クローン大戦」では独立星系連合（さらにその黒幕であるダース・シディアス）と通じており、クローン兵士に遺伝子レベルで「オーダー66」に従うよう仕組んでいた。
トーン・ウィ (Taun We)
カミーノでサイフォ＝ディアスが発注したクローン・トルーパーの育成に携わっている女性で、オリジナルであるジャンゴの息子ボバやクローン兵士たちの母親代わりを務めることもあった。
ザム・ウェセル (Zam Wesell)
「クローダイト」と呼ばれるエイリアンの種族で、賞金稼ぎを生業としている女性。人間の女性に擬態し、ジャンゴ・フェットと手を組み、元老院議員パドメの暗殺を企てたが、一度目は彼女の影武者であった侍女コーデが身代わりとなり失敗。二度目はASN-121暗殺ドロイドに猛毒を持つムカデのような生き物「コウハン」を入れてパドメを襲わせるが、護衛役のジェダイであるアナキンの活躍で失敗に終わった上、潜伏先のバーでオビ＝ワンを襲おうとしたが返り討ちにあい、腕を切り落とされて戦意を喪失する。アナキンに詰め寄られ雇い主の名を言おうとした瞬間、ジャンゴに毒性のあるセイバーダートを喉に受けて絶命。絶命時にその姿は擬態した人間の姿から元のエイリアンの姿へと戻った。
デクスター・ジェッスター (Dexter Jettster)
鳥類から進化した惑星オジョム原住のベサリスクという種族の出身で、その種族特有の四本の腕を生やしている。彼はクローン大戦が始まる直前に惑星コルサントの商業エリア、ココ・タウン地区にあるデックス・ダイナという軽食屋のオーナー兼料理人を務めていた。デクスターは人生経験が豊富で若い頃は裏の世界で生きていた時もあったが、ココ・タウンへの移住後は料理人として安定した生活を楽しんでおり、当地の住人からも、彼の事を非常に話題が豊富で正確な情報をもたらしてくれること以外は親切で腕の早いただの料理人として認知されている。
オビ＝ワンはパドメを襲った暗殺者の口封じに使われた凶器の出所がわからず悩んでいた。その時、昔辺境の採鉱惑星オード・シガットで知り合ったデクスターのことを思い出し彼を尋ねた。デクスターはその凶器が惑星カミーノで造られたカミーノ・セイバーダートだとすぐに見抜いた。そして、オビ＝ワンにカミーノの住人は腕の立つ気難しいクローン職人で外界人を嫌っているが、大金をつかませれば親しくなれると助言した。

## オリジナル・トリロジー

### 反乱同盟軍
ギアル・アクバー (Gial Ackbar)
反乱同盟軍の艦隊総司令官。エンドアの戦いではデス・スター攻撃の指揮を執った。Bウイングの設計者でもある。
ランド・カルリジアン (Lando Calrissian)
惑星ベスピンのクラウド・シティ執政官。ソロの悪友。
ジャン・ドドンナ (Jan Dodonna)
反乱同盟軍の将軍。ヤヴィンの戦いの指揮を執った。また、この戦いでのXウイングとYウイングの生存率の低さを反省し、自らAウィングの設計を行った。
モン・モスマ (Mon Mothma)
共和国及び帝国時代の元老院議員。出身は惑星シャンドリラ。エピソード3の時点では最年少の元老院議員であった。同じく元老院議員であったパドメやオーガナらと協力した。パルパティーンが銀河帝国を建国すると、各地で散発的に展開されていた帝国への抵抗活動をオーガナらと共に密かに支援したが、ヤヴィンの戦いの数年前に帝国軍が行ったゴーマンの虐殺に際し、これを公然と批判する演説を行ったことから当局により指名手配された。そしてヤヴィンの戦いの2年前には、スペクターズの力を借りて反乱組織を惑星ダントゥイーンに結集させ、反乱同盟軍として統合する事を宣言。オーガナの死後は最高指導者として帝国軍との戦争を主導する。エンドアの戦いではアクバー提督が指揮を執る艦隊に従軍した。銀河帝国の崩壊後は、再建された新共和国の初代元老院議長に就任して改革に努め、投票で選出された惑星にその都度共和国の首都機能を移転するという新制度を採用する際にも力を発揮した。
非正史（レジェンズ）ではヤヴィンの戦いの2年前、オーガナやイブリスと共にコレリアン協定を締結しており、これが反乱同盟軍の正式な発足とされている。その詳細な様子はゲーム『フォース アンリーシュド』で描かれた。
ウェッジ・アンティリーズ (Wedge Antilles)
反乱同盟軍のパイロット。メインキャラクター以外で旧3部作全てに登場した唯一のキャラクターである。『スター・ウォーズ 反乱者たち』シーズン3で、銀河帝国アカデミーのパイロット候補生として登場。元は貨物船パイロットであったが誘いを受け帝国軍入りをする。しかし帝国の実態を知ると疑問を抱き反乱軍にコンタクトし、脱走する。『ローグ・ワン/スター・ウォーズ・ストーリー』においては、反乱同盟軍がスカリフへ出撃する際のアナウンスを担当している。ヤヴィンの戦いでは、デス・スター攻撃時にレッド2のコールサインを持ち、TIEファイターに捕捉されたルークを援護している。トレンチ攻撃ではベイダーのTIEアドヴァンスドx1の攻撃によって自機のエンジンに被弾し、戦線を離脱している。ホスの戦いではスノースピーダーを駆り、砲手のダク・ラルターを失ったルークに代わって、ウェス・ジャンソンと共にAT-ATの歩行装置にトゥ・ケーブルを絡ませ、転倒させて破壊するという活躍を見せる。エンドアの戦いでは、レッド・リーダーとしてXウイングに乗り込み第2デス・スター攻撃に参加。カルリジアンの駆るミレニアム・ファルコンと共にデス・スター中枢部へと突入。出力調整弁を破壊し第2デス・スターの破壊に貢献、同盟軍を勝利に導いた。『スカイウォーカーの夜明け』では、終盤のエクセゴルの戦いにカメオ出演だが登場。ミレニアム・ファルコンの下部レーザー・キャノンの砲手を務め、ジストン級スター・デストロイヤーを破壊するなどファイナル・オーダーの壊滅に貢献した。同作の前日譚に当たる小説『レジスタンスの復活』では新共和国の樹立とジャクーの戦いによる銀河帝国の壊滅後、ウェッジはジャクーの戦いで夫を失った同僚のパイロットであるノラ・ウェクスリーと結婚し、後に新共和国軍を退役してノラの故郷である惑星アキヴァで隠棲生活を送っていたが、ノラの息子テミンの要請を受け彼女と共にレジスタンスに参加している。
レジェンズではエンドアの戦いの後、Aウィングに乗り込んで共に出撃したタイコ・ソークーらと新生ローグ中隊を創設する。バクタの一連の戦いで、帝国軍情報部長官のイセイン・アイサードが指揮していた、スーパー級スターデストロイヤー＜ルサンキア＞を拿捕。常に前線でXウィングを操縦することを好み、過去二度に亘って昇格を拒否していたが、スローン大提督の敗北の凡そ1年前には将軍の地位を受け入れ、スーパー級スター・デストロイヤー＜ルサンキア＞を旗艦とする艦隊の指揮官に任命される。のちに新共和国軍の将軍となり数々の戦役で活躍する。ユージャン・ヴォングとの戦いでは既に退役して一線を退いていたものの、激化する戦況を見て再び軍へと戻る。コルサント陥落後、将軍に復帰してスターデストロイヤー＜モン・モスマ＞に乗艦。ボーレイアスの戦い等で活躍し、新共和国に代わって発足した銀河同盟軍の反撃の糸口を作った。
『スター・ウォーズ 出撃! ローグ中隊』では、惑星カイル2での任務中に撃墜され帝国軍の捕虜となるが、惑星ケッセルにおいてルークらに救助されている。続編である『スター・ウォーズ ローグ スコードロン II』と『スター・ウォーズ ローグ スコードロン III』にも登場しており、この2作品の英語版の声優はデニス・ローソン本人が担当している。
スピンオフ作品ではシャル・アンティリーズという名前の妹がおり、後に銀河帝国のエース・パイロットのスーンター・フェルと結婚。息子で後のフェル帝国初代皇帝ジャグド・フェルを出産する。
ナイン・ナン (Nien Nunb)
反乱同盟軍のパイロットでミレニアム・ファルコン号の副操縦士。エンドアの戦いでランド・カルリジアンと共にファルコン号に搭乗した、サラスト人。エピソード7ではレジスタンスにも参加しており、スターキラー基地の戦いやクレイトの戦いに参戦し生き延びている。後にエクセゴルの戦いにも参戦するが、乗艦していたタナヴィーIVにパルパティーンのフォース・ライトニングを受け、タナヴィーIVもろとも轟沈し戦死した。また、エピソード6の作戦会議のシーンには、同じ種族でBウイング・スターファイターのパイロット、テン・ナンも登場している。
アーヴェル・クライニッド (Arvel Crynyd)
反乱同盟軍のパイロット。エンドアの戦いでAウイング・スターファイターに搭乗し、グリーン・リーダーとして出撃した。カルリジアン率いるゴールド中隊とレッド中隊が、シールドの消失した第2デス・スターの主反応炉に向けて突入した時、時間稼ぎのためにクライニッド率いるグリーン中隊は、帝国軍艦隊旗艦でピエット提督が指揮を執るスーパー級スター・デストロイヤー＜エグゼキューター＞を攻撃し、コマンド・ブリッジのシールド・ジェネレーターを破壊した。その直後にクライニッド機は被弾し、ほぼ操縦不能に陥りながらも、激しくスピンをしながらコマンド・ブリッジへと突入した。これにより＜エグゼキューター＞は制御を失い、第2デス・スター表面に墜落した。
ビッグス・ダークライター (Biggs Darklighter)
反乱同盟軍のパイロット。ルークと同じタトゥイーン出身で、ルークの昔からの友人であった。ヤヴィンの反乱軍基地の格納庫で、デス・スター攻撃のため出撃する旧友ルークと再会し、レッド・リーダーから後を託されたルークやウェッジ・アンティリーズらと共にデス・スターの廃熱ダクトを狙ってトレンチに侵入したが、ダース・ベイダーに背後から撃墜され戦死した。
ビッグスは、映画の製作段階では大きな役割を持っていたが、主にデス・スターへの攻撃シーンに重点を置いたため、彼のシーンはほとんどカットされた。そのシーンでは、別れを告げるために故郷タトゥイーンの仲間たちの元を訪れ、さらに、反乱軍に入隊したい気持ちがあることをルークに打ち明けていたとされる。
非正史（レジェンズ）でのその後を描いたスピンオフ小説等では、ビッグスの従兄弟であるギャヴィン・ダークライターがXウイングのパイロットとして活躍する。
ジェク・ポーキンズ (Jek Porkins)
ベスティン4で生まれた反乱同盟軍の一員。彼はレイアの聞き入れにより反乱軍に入隊したが、子供のころからの帝国に対する強い憎悪があり、いずれ帝国に復讐しようという気持ちを抱いていた。彼は若いころからスカイ・ホッパーの有段者であり、故郷では度々レースに参加し優勝を果たしていた。反乱軍に入ってXウィングに搭乗しても彼の実力は変わらなかった。入隊後わずか40時間のうちに16機という敵機を撃墜するなど、目覚ましい戦果を挙げた。彼の体格は大きくその天性から彼は「太ったランナー」の愛称で呼ばれるようにもなったという。ヤヴィンの戦いではレッド6として、レッド3のビッグスと共に出撃したが、敵のレーザー砲によって乗機が重大な損傷を受け、ビッグスの脱出しろとの忠告も聞かず、ヤヴィンの戦いでは最初に撃墜され戦死した。
ロボト (Lobot)
クラウド・シティの執政官ランド・カルリジアンの主任補佐官を務めるサイボーグ。かつて帝国軍の分析官であったロボトは、特別なサイボーグ手術を受け、頭部にアクセス用のヘッドギア型装置を移植され、あらゆるコンピューターと迅速に接続可能な能力を獲得した。しかし、その代償として、コミュニケーション能力が失われてしまい、極端に無口な性格となった。
その後、帝国軍を退役したロボトは、当時まだ犯罪者であったランド・カルリジアンと出会い、共に犯罪行為を繰り返していたが、パルパティーン皇帝の個人所有する専用船をそうとは知らずに盗み出そうとした際に起きた戦闘で負傷し、自我を失った。やがてランドがクラウド・シティの執政官に就任すると、ロボトは彼の補佐官を務め、クラウド・シティが帝国軍による占領を受けた際には密かに都市のコンピューターと接続してランドの脱出を支援。その後多くの市民を避難させた。
レジェンズ（非正史）では経歴が異なり、元宇宙海賊で、以前逮捕された際に長期刑に服す代わりにベスピンでの補佐官職を勧められ、それ以来この職務に従事している。

### 銀河帝国
ウィルハフ・ターキン (Willhuf Tarkin)
帝国初のグランド・モフ。帝国においてパルパティーンに次ぐ実力者。
ファーマス・ピエット (Admiral Firmus Piett)
帝国軍大佐で、ダース・ベイダー指揮下の死の小艦隊(Death Squadron)旗艦スーパー・スター・デストロイヤー「エグゼクター」の艦長。失態を演じた前任者の上官オゼルがダース・ベイダーにより処刑されたため、ベイダーの独断により後任の提督に急遽昇進し、同艦隊の司令官に就任する。
その後、ダース・ベイダーの瞑想室に報告に向かった際、偶然彼の露出した後頭部を目撃してしまうが、ベイダーからは何もされず難を逃れている（気づかなかったのか敢えて見逃したのかは不明）。
エンドアの戦いの際にはエグゼキューターに乗艦して最前線で陣頭指揮を執ったが、反乱軍の果敢な攻撃を受けて戦闘中に艦のブリッジを防御するシールドが消失。そこに制御不能となった反乱軍のAウィングが突入してピエットは戦死し、完全に制御不能となった「エグゼキューター」も第2デス・スターに文字通り墜落した。
ベイダーに処刑されず、帝国軍将校の中では「長命」だったことから次第にファンからの人気を集め、シリーズで最も著名な帝国軍将校として知られるようになった。ピエット役のケネス・コリーによると、元々『ジェダイの帰還』にピエットが登場する予定はなかったが、再登場を望むファンからの「山のような手紙」を受け取ったルーカスの判断で再登場が決まったという。
マクシミリアン・ヴィアーズ (Maximillian Veers)
帝国軍将軍。ダース・ベイダー直属の部下で、ホスの戦いで大きく名を上げた。帝国アカデミーを優秀な成績で卒業し、虚偽や賄賂などに頼らず実力で昇格を重ねて大佐の地位にまで登り詰め、のちにスローン大提督の推薦により、ダース・ベイダーの艦隊の地上軍司令官という高位を与えられた。
ホスの戦いで彼はAT-AT「ブリザード1」に搭乗して自ら指揮を執り、反乱軍の頑強な抵抗を退けて、エコー基地を防衛するシールド発生装置の破壊に見事成功した。
非正史（レジェンズ）では銀河帝国における模範的な帝国軍人として称揚されていたが、長男のゼヴュロン＝ヴィアーズが帝国の方針に疑問を抱き、自ら反乱軍に入隊した事で名声を失ったとされている。
『帝国の逆襲』の初期段階の脚本ではヴィアーズがホスの戦いの終盤でスノースピーダーに乗った反乱軍兵士の特攻によって戦死するという案もあり、小説版で採用されている。
カシオ・タッグ (Cassio Tagge)
初代デス・スターの防衛司令官として、最高司令官ターキン総督の副官を務めた。反乱軍の脅威を的確に認識している、稀有で有能な軍人で、その先見性には皇帝も一目置いていた。軍政・政治いずれでも慎重派であり、デス・スターの設計図が反乱軍の手に渡ったことを強く危惧し、警鐘を鳴らしていた。また、独自にデス・スターの致命的弱点を発見したほか、パルパティーン皇帝が帝国元老院を無期限に解散したことに対しても疑問の声を上げるなどしていた。
ヤヴィンの戦いでターキンがレイアから聞き出した虚偽の自白に基づき、反乱軍基地の捜索に赴いていたためにデス・スターを離れていた。そのため、デス・スターの司令官の中で唯一の生存者となった。パルパティーンはベイダーに特権を与え帝国軍の陣頭指揮を執らせたが、当のベイダーがサイムーン1でも反乱軍を取り逃がすという重大な失態を犯したため、ベイダーに深く失望し、かねてよりデス・スターの脆弱性を進言していたタッグを大将軍（帝国地上軍最高司令官）に任命し、ベイダーをその指揮下へと降格させた。
非正史（レジェンズ）では、デス・スターで死亡したことになっている。指揮官としては有能であったが、ヤヴィンの戦いではデス・スターの砲手をアルファベット順に配置して不統一な砲撃をさせ、敗戦の一因を作ってしまった。しかしこれも己の不遇によってもたらされた失敗だとも指摘されており、もしタッグにターキンのような説得力やモッティ提督のような熱弁があればデス・スターは破壊されず、逆に同盟軍が滅ぼされていたかもしれなかったとされている。
ティアン・ジャジャーロッド (Tiaan Jerjerrod)
惑星ティネルIV出身の銀河帝国総督。劇中では「コマンダー」とのみ呼ばれている。パルパティーンは初代デス・スター最高司令官のターキン総督がデス・スターの力を背景に反乱を企図したことから、第2デス・スターの司令官として、有能だが独立性に欠けるクァンタ・セクターの総督ジャジャーロッドを任命した。エンドアの戦いでも完全に皇帝の傀儡として行動し、第2デス・スターの破壊により戦死した。
カットされたシーンでは、ベイダーからロイヤル・ガードたちに皇帝への謁見を取り次ぐように命令されるが、ガードたちは皇帝から「誰も入れるな」と厳命されていたためにこれを排除し、やむを得ずベイダーにその旨を報告したところ、ベイダーの怒りにふれてフォースグリップで首を絞められ、皇帝の命令であることを伝えてどうにか解放してもらえるという描写がある。
『帝国の逆襲』のDVD版でダース・ベイダーがクラウドシティから＜エグゼキューター＞に戻るシーンが追加された時、元々エピソード6の第二デス・スターでのシーンとして撮影された映像を流用していたためジャジャーロッドの姿が描かれている。
ケンダル・オゼル (Kendal Ozzel)
帝国軍提督。帝国アカデミーの置かれている惑星カリダの名家出身。父は惑星の採鉱権を組織化して巨富を得ていたが、オゼルは次男であったために家業の相続権がなく、やむなく家名を利用して有名大学を卒業した後、帝国軍人となった。帝国はヤヴィンの戦いでのデス・スターの破壊によって多くの有能な指揮官を失ったため、オゼルも自動的に提督に昇進した。当時、帝国軍はルークと反乱軍の所在地の捜索に明け暮れており、オゼルもその指揮を執っていたが、彼のやり方に反対する者も多く、加えて彼の執る作戦には時代遅れの稚拙なものが多かった。
惑星ホスに送られた探査ドロイドからの報告により反乱軍基地と思しき情報を得たものの、オゼルはなおも懐疑的でベイダーと意見が対立していた。その後、ホスへの攻撃命令が下された際にオゼルは独自に奇襲を計画するが、ハイパースペース航法のまま艦隊を惑星に接近させたため、ハイパースペースの乱れから敵艦隊の接近を察知した反乱軍は直ちに惑星全体にシールドを展開し、その結果、帝国軍艦隊は軌道上からの艦砲射撃による反乱軍一掃が不可能となってしまう。ヴィアーズから報告を受けたベイダーはついにオゼルを見限り、モニター越しにフォース・グリップを用いて彼を処刑する。
非正史（レジェンズ）の小説『忠誠』では、オゼルが死の小艦隊(Death Squadron)の艦隊司令官に任命されるまでの経緯が描かれている。ヤヴィンの戦いから数か月後、帝国保安局のヴァク・ソリモル大佐との共同任務に就いた際、オゼル配下のストームトルーパーが帝国保安局の少佐を射殺して逃亡する不祥事が発生し、直後に「皇帝の手」の一人であるマラ・ジェイドが、ブラッドスカーという海賊を追跡する過程で偶然にもオゼルの乗艦＜リプライザル＞に来訪した。事態が軍上層部に露呈すること強く危惧したオゼルとソリモルは、少佐の死体の発見者である技師と検死医の二人を口封じとして殺害し、これらの死者や脱走兵については極秘任務の記録を捏造することで隠蔽した。その後脱走兵の発覚に繋がる可能性のある記録をマラが偶然目撃したことから、ブラッドスカーのアジトに潜入したマラを施設ごと爆撃して口封じを図った。辛くも爆撃から生き残ったマラは、オゼルらが兵士の脱走を隠蔽するため自分を殺害しようとしたことを知るが、この爆撃も対海賊掃討作戦として処理されていたために告発することは出来なかった。しかし、彼女はベイダーに対してオゼルを厳重な監視下に置く必要があると訴えた。ベイダーはマラの訴えを聞き入れ、オゼルを自身の配下に置いて常時監視できるようにした。
上記のようにオゼルは無能な帝国軍人として描かれているが、一方で、「皇帝パルパティーンの勅命の下、将来有望な若手将校を見出だし、自分の下に引きつけて皇帝に報告するという意外な才能があった」とする資料もある。また、徳間書店の小説版では、『オッゼル』と表記されている。
コナン・アントニオ・モッティ (Conan Antonio Motti)
帝国軍提督。初代デス・スターの司令官の一人で、ターキン総督の副官。デス・スターのスーパーレーザー砲を始めとする帝国の軍事力を妄信する一方で、反乱軍の実力を過小評価している。また、科学技術を何よりも過信している彼はフォースなどの神秘的・超自然的力を軽蔑しており、デス・スターの会議室でもフォースの力を説くダース・ベイダーを公然と侮辱して彼の怒りを買い、結果フォース・グリップによって首を締め上げられ、危うく命を落とし掛けたところをターキンが止めに入ったために辛うじて助かった。また彼はパルパティーン皇帝への忠誠心さえも欠けていたようで、ターキンに対し密かに皇帝への謀反を唆してもいた。最終的に、反乱軍によるデス・スターの破壊でターキン共々戦死した。
ロース・ニーダ (Lorth Needa)
帝国軍大佐。ベイダー率いる死の小艦隊(Death Squadron)の主力艦スター・デストロイヤー＜アヴェンジャー＞の艦長。ホスでの反乱軍と帝国軍の地上戦の直後、ホスから脱出し小惑星帯に逃げ込んだミレニアム・ファルコンの捜索を行っていた。ファルコン号追跡の先発として小惑星帯に突入したアヴェンジャーは、その巨体故に砲手が進路を確保すべく飛来する隕石の破壊に手一杯となった。結果、ファルコン号が再び姿を現した時には艦の拿捕準備が十分に整っておらず、一瞬の隙を突かれてファルコン号を取り逃がしてしまう。ニーダは何とか許しを得ようとスーパー・スター・デストロイヤー＜エグゼキューター＞のダース・ベイダーの下を訪れるが、ベイダーのフォースグリップによって処刑された。
カノン、レジェンス共にかつて旧共和国軍に所属しており、コルサントの戦いに参加した。小説版『シスの復讐』では、キャラック級軽クルーザー「インテグリティー」の艦長としてグリーヴァスと停戦交渉を行う他、ヨーダと連絡を取る等の場面がある。

### 犯罪組織・賞金稼ぎ
ジャバ・ザ・ハット (Jabba the Hutt)
犯罪組織ハット・カルテルの首領。
ボバ・フェット (Boba Fett)
賞金稼ぎ。ジャンゴのクローン。ソロを捕えるためにベイダーに雇われた後、ジャバの用心棒となる。
ビブ・フォーチュナ (Bib Fortuna)
ジャバ・ザ・ハットの執事。ルークのフォースに操られてしまい、宮殿への侵入を許したので、ジャバに大目玉を食らった。彼へのプレゼントとしてやって来たドロイドの中でも、R2-D2を気に入っていた。ジャバがカークーンの大穴でソロやルークの処刑を試みた際に起きた戦いでレイアに殺害されると、この戦いから生還したビブ・フォーチュナはジャバの宮殿を占拠するが、サルラックの体内から生還したボバ・フェットに殺害された。
非正史（レジェンズ）でも同様にカークーンの戦いから生還しジャバの宮殿の占拠を試みるが、ボマーの修道僧達によって脳の摘出手術をされてしまい、その脳をクモ型ウォーカーに繋がれ、宮殿内を彷徨い続けた。
グリード (Greedo)
賞金稼ぎ。惑星ローディア出身。クローン大戦の折、分離主義者に雇われて衛星パントラの書記長の娘を誘拐するなど犯罪者としても広く行動していた。ジャバに雇われており、彼から賞金首にされたハン・ソロを追っていた。酒場にいたソロを発見し、ハットの元へ連行しようとしたが、ソロを撃ち殺そうとしたところを返り討ちにされた。
グリードの最期については、「ハンが先に撃った」という論争が存在する。
IG-88
ドロイドでありながら、賞金稼ぎを生業とする殺人ドロイド。内装火器を複数装備し、かつてクローン大戦で独立星系連合側として実戦投入され帝国の樹立後は帝国軍の指揮下で開発が続行された戦闘用ドロイド「IGシリーズ」の新型機として当初は開発された。クラウド・シティにてC-3POが処分されかける場面で、集積されたスクラップの中に、カラーリングの異なる同型ドロイドが登場する。
映画ではほとんど出番はないが、スピンオフ作品では同型ドロイドが計4体存在し、自身の維持のために賞金稼ぎとして活動している。
上記のクラウド・シティの残骸はIG-88Bで、スピンオフ作品の設定では、ボバの手柄を横取りしようとして返り討ちにあったとされる。その後IG-88Bは修復されて賞金稼ぎとしての活動を継続し、第2デス・スターのメインコンピューターのクラッキングを試みるが、帝国軍に属するアストロメク・ドロイドのR2-Q5によって阻止された。
非正史（レジェンズ）に区分されるゲーム『スター・ウォーズ 帝国の影』ではボスとして登場。カーボン冷凍されたハン・ソロを横取りすべくボバ・フェットを追う途中で、ハン・ソロを救おうと同様にボバを追っていたダッシュ・レンダーと惑星オード・マンテルにおいて遭遇して敗れる。
非正史（レジェンズ）ではオリジナルモデルのIG-88Aは自我を持っており、動作実験のため起動された直後に自身を開発した研究者達を抹殺し、まだ人格プログラムをインストールされていなかった残りの3体の同型ドロイドに、自身の人格プログラムを同期させていた。そのため4体のIG-88は同一自我を共有している。IG-88Bは修復されず、残された3体がドロイドによる反乱を企てる。そのうちの1体（IG-88A）がとある工業惑星を手中に収め、第2デス・スターのメインコンピューターと入れ替わるが、直後に第2デス・スター諸共エンドアの戦いで破壊された。
4-LOM
昆虫のような頭をもったドロイドの賞金稼ぎ。以前は豪華客船の客室乗務員として働いていたが、プログラムのトラブルで乗客から物を盗むようになってしまった。その後、ジャバがより危険な改造を施している。ハットのために働いている間はザッカスとチームを組んでいた。
ザッカス (Zuckuss)
昆虫のような目をした賞金稼ぎ。ミレニアム・ファルコン号を探し出すためにベイダーが雇った。惑星ガンド生まれのザッカスは獲物のイメージを念じるというガンド人の伝統的なやり方で探そうとした。ジャバの下で働いていたときは、4-LOMとチームを組んでいた。
ボスク (Bossk)
バウンティハンター・ギルドのリーダーであったラドラスクの息子として惑星トランドーシャで生まれる。ヤヴィンの戦いの後、ダース・ベイダーと犯罪組織ブラックサンの首領プリンス・シゾールとの間で起こったバウンティハンター戦争で、シゾールに雇われたボバ・フェットの策略でラドラスクのことを憎み、食い殺してしまった。やがて彼は反乱同盟軍のお尋ね者ハン・ソロとミレニアム・ファルコンを捕らえるためにダース・ベイダーに雇われたが、ボバ・フェットに先手を越され、捕まえることは出来なかった。その後、賞金稼ぎのザッカスと組んでフェットを陥れようとしたが、いずれも裏をかかれて失敗した。また、種族間対立の激しいウーキーを憎んでおり、非正史（レジェンズ）ではユージャン・ヴォングの侵略によりチューバッカが死んだ際にひどく喜んだ。

### ルークの家族
オーウェン・ラーズ (Owen Lars)
水分抽出農場を営むクリーグ・ラーズと、彼の死去した先妻との間に生まれた息子。クリーグがシミと再婚したため、アナキン・スカイウォーカーとは義兄弟の関係にある。ベルー・ホワイトサンと結婚し、農場を引き継ぐ。その後、アナキンがフォースの暗黒面に墜ちダース・ベイダーとなり、パドメが出産した双子の子供のことを隠さなければならなくなった時、オビ＝ワンから出生直後のルークを預かり、養子として育てることになる。
オビ＝ワンはルークが成長したら自身のもとで修行させ、ジェダイにする予定であったが、争いを好まないオーウェンはルークからオビ＝ワンを遠ざけ、彼にアナキンがかつて使っていたライトセーバーを渡すのも禁じ、様々な口実でルークの帝国アカデミーへの進学を思い留まらせていた。しかし、ルークの友人が次々とタトゥーインを離れていったことや、妻のベルーから説得を受けたこともあり、自身もこれ以上の引止めには限界を感じていた。そんな最中、農場用のドロイドを必要としていてR2-D2とC-3POを買い取ったことで騒動に巻き込まれる形となり、2体を探していたサンドトルーパーによってベルー共々殺害された。遺体は自宅と共に放火され、ルークが到着した頃には無惨な姿を晒していた。
レジェンズのスピンオフ小説『ダース・ヴェイダー 光と影』の設定では、この一件はラーズ夫妻をかつて出会った人物と認識した上で、ダース・ベイダーが下した命令によるものだったとされている（敵対勢力であるタスケン・レイダーの力が著しく強かったとはいえ、かつて母シミを助けることを簡単に諦めた、として恨んでいたため）。
元々はオビ＝ワンの弟という設定であったが、新三部作において変更された。
ベルー・ホワイトサン (Beru Whitesun)
オーウェンの妻。隠遁するオビ＝ワンから生まれて間もないルークを託され、夫オーウェンと共にルークを育てることとなる。ベルは、成長して外の世界で生きることを夢見るルークに対して一定の理解を示していたが、ドロイドを追ってきた帝国軍にオーウェンと共に殺される。
レジェンズではスピンオフ小説『タトゥイーン・ゴースト』で彼女の妹が登場する。

## シークエル・トリロジー

### 新共和国・レジスタンス
アミリン・ホルド (Amilyn Holdo)
レジスタンスの中将。惑星ディカーからの撤退中、ファースト・オーダーの攻撃で司令部が壊滅してレイアが意識不明になった後、艦隊の指揮権を引き継ぐ。ファースト・オーダー艦隊に対して消極策をとりポーと対立する。モン・カラマリ・スタークルーザー「ラダス」を囮にして輸送船で乗員を脱出させようとするが、ファースト・オーダーに情報が漏れていたため、輸送船を守るため「ラダス」に残りハイパー・スペース・ジャンプを行いファースト・オーダー艦隊に衝突させ、戦死する。
ケイデル・コー・コニックス (Kaydel Ko Connix)
レジスタンスの中尉。惑星タコダナに降り立つレジスタンス隊員の一人として登場。惑星ディカーでは、スターキラー基地攻撃隊を支援する管制官を務め、ディカーからの脱出時にはポーと共に「ラダス」占拠に加担する。クレイトの戦いを生き延び、レイア、ポーたちと共にレイと合流し、ミレニアム・ファルコンで脱出する。それから1年後にレジスタンスを再建に尽力し、惑星エクセゴルの戦いでは地上部隊としてナビゲーションタワー破壊ならびにファイナル・オーダーの旗艦撃沈作戦に参加し、最後まで生き残った。
レイ役の女優を探している際に連絡を取ったビリー・ラードのために、『フォースの覚醒』の監督J・J・エイブラムスが用意したキャラクターである。
ロー・サン・テッカ (Lor San Tekka)
探検家。ジェダイを信奉する宗教組織フォースの教会の信徒でもある。行方不明となったルークの居場所を示す地図をダメロンに託すが、直後に彼の居る村を襲撃したレンに捕まり殺される。
ラネヴァー・ヴィルチャム (Lanever Villecham)
新共和国の議長。ファースト・オーダーの存在を脅威とは考えていなかったが、スターキラー基地からの攻撃により、首都ホズニアン・プライムと共に消滅した。
元老院でファースト・オーダーの脅威について議論するシーンが撮影されていたが、『フォースの覚醒』ではカットされている。名前はネヴィル・チェンバレンから取られている。
ボーモント・キン (Beaumont Kin)
レジスタンスのメンバーで、歴史学者。ホズニアン星系が破壊された後に、レジスタンスに参加した。ジェダイの聖典を翻訳しようとするレイに協力する。エクセゴルの戦いでは自らも戦地に赴く。

### ファースト・オーダー
スノーク (Snoke)
ファースト・オーダーの最高指導者。カイロ・レンの素質を見抜き、ダーク・サイドに引き込んだ人物。
キャプテン・ファズマ (Captain Phasma)
ファースト・オーダーのストームトルーパー司令官。
アーミテイジ・ハックス (Armitage Hux)
ファースト・オーダーの指揮官。階級は将軍。主導権を巡りカイロ・レンと争っている。
惑星アケニスにある帝国アカデミーの司令官ブレンドル・ハックスと家事労働者の息子として生まれたとされる。エンドアの戦い後、アケニスの陥落直前に父と共に帝国軍に救出され、銀河協定締結後に帝国軍残党の一員に加わりアンノウン・リージョンに向かう。ハックスは父がアケニスで実施していた訓練プログラムを復活させ、ファースト・オーダーを冷酷な軍隊に作り上げた。
指揮官となったハックスはルークの居場所を示す地図を奪うため、レンと共にジャクーに派遣される。しかし、地図がレジスタンスの手に渡るとスターキラー基地を作動させ、レジスタンスを支援する新共和国の首都星系を破壊する。新共和国の支援がなくなったレジスタンスの本拠地ディカーを破壊しようとするもレジスタンスの奇襲によってスターキラー基地が破壊されたため脱出する。基地脱出後は艦隊を率いてディカーを強襲し、逃走するレジスタンス艦隊を追撃する。追撃戦の最中にスノークがレンに殺され、彼が最高指導者に就任することに反対するが、フォースグリップで締め上げられ、彼の指揮下に入る事を承服させられる。その後、カイロ・レンからはファースト・オーダーの最高評議会の一員として取り立てられる一方、プライド元帥の配下に置くという形でそれ以上の昇進の道を奪われた。この事に強い恨みを抱いたハックスは「カイロ・レンの負けるところが見たい」という理由でレジスタンスのスパイとなり情報を流していたが、最終的にスパイ行為を看破したプライドにより射殺された。
ハックスについて、ガーディアンのヘンリー・バーンズは「金切り声を挙げる偽ナチ将校」と表現している。ワシントン・フリー・ビーコンのデヴィッド・ルッツは、ハックスが有能な将軍であり、「ファースト・オーダーの目標を果たすための献身的な兵士」として描写された悪役であると批評している。
モーデン・キャナディ (Moden Canady)
ファースト・オーダー艦隊のマンデーターIV級シージ・ドレッドノート「フルミナトリックス」艦長。銀河帝国時代はスター・デストロイヤーに乗艦していたベテラン将校であり「フルミナトリックス」の威力に誇りを持っていたが、一方で部下の青年将校たちの経験不足や傲慢さには苛立ちを募らせており、「フルミナトリックス」の潜在能力に見合ったクルーを切に望んだという。
ディカーから撤退するレジスタンス艦隊の追撃に参加し、ディカーのレジスタンス基地を「フルミナトリックス」の軌道機関砲で攻撃し破壊、次いでレジスタンスの旗艦「ラダス」を沈めようとしたが、スターフォートレス爆撃隊の攻撃で「フルミナトリックス」が撃沈され、戦死した。
エンリック・プライド (Enric Pryde)
ファースト・オーダーの指揮官。階級は忠誠将軍。ファースト・オーダー最高評議会の中心メンバー。惑星アルカサン出身。
銀河帝国時代からのベテラン軍人であり、ファースト・オーダー参加後はスノークの元予備軍の指揮を執り、スノークの死後は最高指導者となったレンによりハックスに代わり軍の指揮権を与えられた。自らの配下となったハックスがレジスタンスのスパイとして捕虜を逃がした時には彼のスパイ行為を即座に看破し、反逆罪で自ら射殺した。レンのライトサイド転向後はファースト・オーダーの事実上の最高指導者となり、ファースト・オーダーがファイナル・オーダーに吸収され事実上消滅した後はパルパティーンによって大量のジストン級スター・デストロイヤーで構成されたファイナル・オーダー艦隊の指揮権を与えられ、デモンストレーションとしてキジーミを破壊する。エクセゴルの戦いの際には自身の旗艦であるリサージェント級スター・デストロイヤー「ステッドファスト」から指揮を執ったが、レジスタンスの攻撃により「ステッドファスト」を撃沈され戦死した。

### 無法者
マズ・カナタ (Maz Kanata)
オレンジ色の肌で、小さなゴーグルを着けた小柄なエイリアン。惑星タコダナで酒場を営む元宇宙海賊で密輸業者。ソロの友人で、千年以上、生きている。惑星ベスピンにおけるダース・ベイダーとの戦いで失われたルークの最初のライトセーバーを入手し、保管していた。『スカイウォーカーの夜明け』では、レジスタンスに加わっている。
DJ
欲しい物のためには手段を選ばない泥棒で、通称は「Don't Join」に由来する。惑星カントニカで出会ったフィンとローズに、金と引き換えにファースト・オーダー艦隊の暗号解読を引き受けるが、2人を裏切りレジスタンスの脱出計画を密告する。
ゾーリ・ブリス (Zorii Bliss)
運び屋グループ(スパイスランナー)のリーダー格である女アウトローで、フルフェイスマスクを被っている。かつてポー・ダメロンとは同じ運び屋仲間であったが、彼はレジスタンスに入隊する際に運び屋組織を離れており、それが原因で2人の間には遺恨が残っていた。しかしレイの説得により協力を決断し、バブ・フリックの力を借りてC―3POにシス語の翻訳をさせることに成功した。また、スターデストロイヤーに囚われたチューバッカ救出の手配も行った。惑星エクセゴルの戦いにおいては、バブと共にスターファイターで援軍として駆けつけ勝利に貢献し、最後まで生き残った。

## マンダロリアン
テレビドラマシリーズ『マンダロリアン』に登場する。
"マンダロリアン"/ディン・ジャリン (The Mandalorian)
マンダロリアンの一員で、ヘルメット内の素顔を見せないカルトに属する賞金稼ぎ。
ザ・チャイルド/グローグー (The Child/Grogu)
ヨーダと同じ種族で、強いフォースを振るう50歳の幼児。
グリーフ・カルガ (Greef Karga)
ネヴァロを本拠地とする賞金稼ぎの元締め。のちにネヴァロの監督官。
キャラ・デューン (Cara Dune)
元ショックトルーパーの傭兵、後にネヴァロの保安官、後に新共和国保安官。
モフ・ギデオン (Moff Gideon)
帝国の残党の実力者。
ドクター・パーシング (Doctor Pershing)
モフ・ギデオンに仕える科学者。
ペリ・モットー (Peli Motto)
宇宙船修理業者。
フェネック・シャンド (Fennec Shand)
お尋ね者。
ミグズ・メイフェルド (Migs Mayfeld)
傭兵。帝国の元狙撃者。
ボ＝カターン・クライズ (Bo-Katan Kryze)
マンダロア奪回を図る名家出身のマンダロリアン。
『クローン・ウォーズ』では自身の実姉サティーン・クライズが指導者を務め、クローン大戦開戦当時のマンダロアを統治していた平和主義派ニュー・マンダロリアンと対立し、従来の戦士文化への回帰を提唱していた原理主義派組織デス・ウォッチにおいて指導者プレ・ヴィズラの副官を務める。クーデターによりデス・ウォッチがマンダロアの支配権を奪取した後、ダース・モールがヴィズラを決闘で破りデス・ウォッチの支配権の奪取と「マンダロリアン・スーパー・コマンドー」への再編を宣言すると、ボ＝カターンはモールの支配に反対し自身に同調した者達と共に離反。「ナイト・アウル」を結成してマンダロリアン・スーパー・コマンドーに対抗し、激しい内戦を繰り広げるが、双方ともに銀河共和国から再編された銀河帝国に敗北しマンダロアを占領された。
そして銀河帝国時代を描いた『反乱者たち』ではデス・ウォッチの家系に生まれた少女ザビーヌ・レンが所属する帝国への反抗組織ゴーストチームと共に帝国が開発したマンダロリアン・アーマーを対策する新兵器を破壊する。その後プレ・ヴィズラが生前にデス・ウォッチの指導者にしてヴィズラ家当主である証として所有していた特殊なライトセーバー、ダークセーバーをザビーヌから受け取り、惑星マンダロアにおいて帝国の支配に対抗する勢力を指導した。
コスカ・リーヴス (Koska Reeves)
ボ＝カターン・クライズの手下。

## アンソロジー・シリーズ

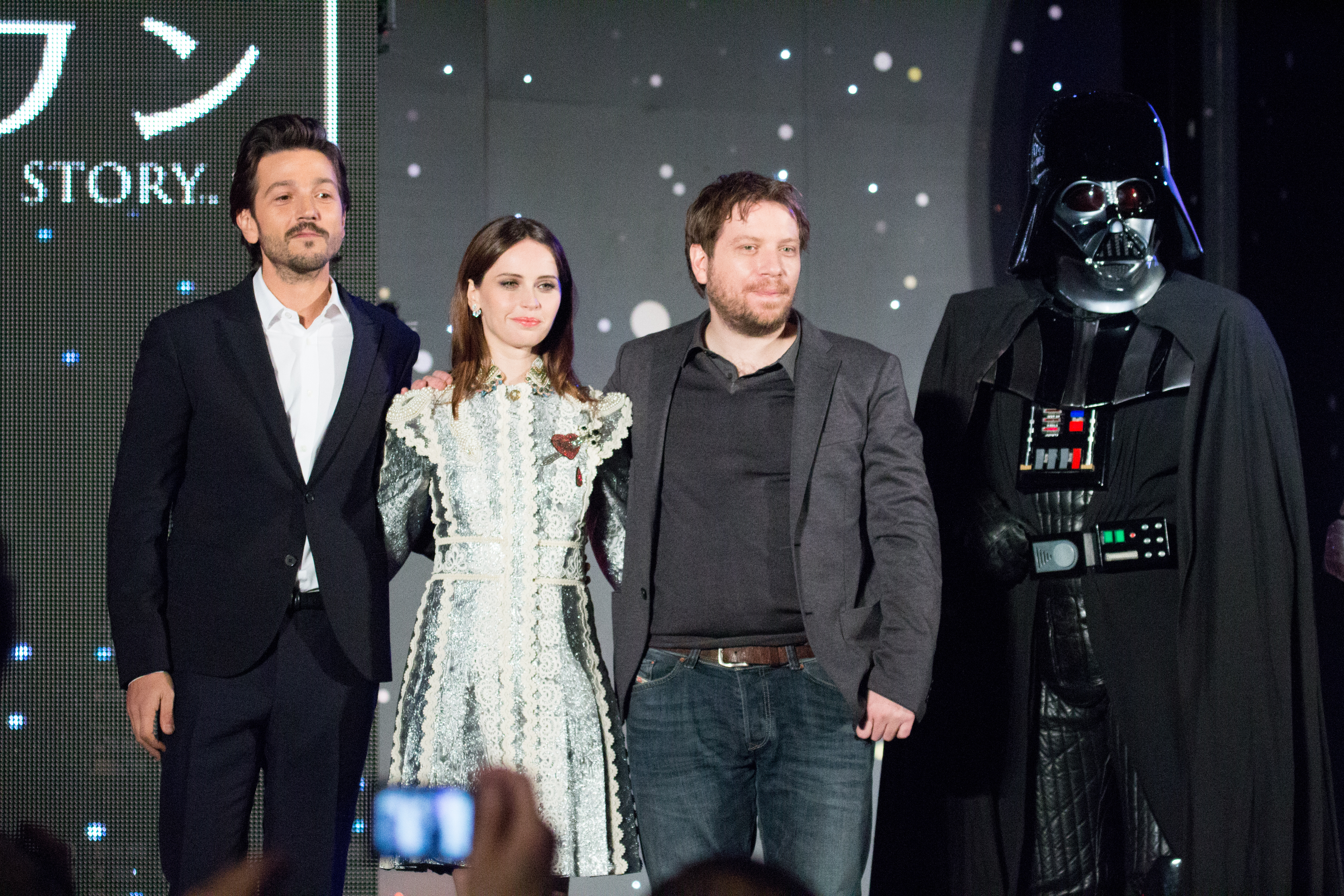
『ローグ・ワン』ジャパンプレミアに出席するディエゴ・ルナ（キャシアン役）、フェリシティ・ジョーンズ（ジン役）、ギャレス・エドワーズ（監督）

ジン・アーソ (Jyn Erso)
『ローグ・ワン』の主人公。デス・スターの設計図奪還を図る反乱同盟軍「ローグ・ワン」のメンバー。
K-2SO
キャシアンが所有するドロイド。元は帝国軍所属。思いついた言葉をすぐに発言する癖がある。また計算が得意。他の人間たちの行動に対してやや困惑を感じる様子を見せる事もある。デス・スターの設計図の奪取計画にて惑星スカリフに向かった際、ジンとキャシアンに設計図の保管場所を伝えた直後、警備ドロイドに銃撃され致命傷を負い、停止する。
キャシアン・アンドー (Cassian Andor)
反乱同盟軍の大尉で、情報部の将校として潜入任務に就いていた。デス・スターの設計図の入手と、設計者ゲイレン・アーソの暗殺を命じられており、彼の娘ジンと行動を共にする。同盟市民政府がデス・スターの設計図の奪取に消極的な姿勢を示すと、ジンたちと共に惑星スカリフの帝国安全管理施設に潜入し、設計図をラダス艦隊に送信するが、クレニックに撃たれ負傷する。ジンを殺そうとするクレニックを撃って彼女を救うが、デス・スターの攻撃により彼女と共に死亡する。
『ローグ・ワン』の原案を担当したジョン・ノールと脚本家のゲイリー・ウィッタによって創造された。2人はローグ・ワンのメンバー全員が死亡する結末を用意したが、ディズニーに脚本を拒否されることを危惧してジンとキャシアンだけは生き延び、レイアに設計図を渡した後、ベイダーの追撃から生き残る内容に変更した。最終的にはキャスリーン・ケネディの承認を得て、当初の予定通り全員が死亡する内容で映画が製作された。『ローグ・ワン』の監督ギャレス・エドワーズは、キャシアンが「典型的な禁欲主義の気味の悪い英雄」ではなく「暖かみがあり好かれるキャラクター」であることを望み、ディエゴ・ルナをキャスティングした。
ロサンゼルス・タイムズのジャスティン・チャンは、キャシアンを「冷酷なカリスマ」と述べ、ワシントン・ポストのアン・ホーナディは「ソフトな声で話すディエゴ・ルナは、小粋な冒険男を演じる俳優として相応しくない」と批評した。エンターテインメント・ウィークリーのクリス・ナシャワティはジン役のフェリシティ・ジョーンズを絶賛する一方、「彼女にマッチするために、ディエゴ・ルナにはもう少しハン・ソロのような個性があれば良かったと思います」と批評した。
ソウ・ゲレラ (Saw Gerrera)
惑星ジェダを拠点とする反乱同盟軍の過激派分子「パルチザン」を率いるリーダー。ゲイレンがクレニックに連れ去られた際、彼の娘ジンを保護して育ての親となった。ゲイレンからデス・スターの情報を託されたボーディーを拘束したため、情報を手に入れようとするキャシアンと共に現れたジンと数年振りに再会する。クレニックがジェダでデス・スターの試射を行ったため、ジンたちをアジトから逃がすが、義足だったゲレラは脱出を諦め死亡する。
『クローン・ウォーズ』では、妹スティーラと共に惑星オンダロンの反乱軍を率いて独立星系連合のドロイド軍と戦っていた。ゲレラたちはコルサントから派遣されたオビ＝ワン、アナキン、アソーカ、レックスから教練を受けてドロイド軍に勝利するが、妹スティーラを戦闘で失ってしまう。
アニメ『バッド・バッチ』等複数のスピンオフ作品では反乱同盟軍が正式に結成される以前、銀河帝国樹立直後の時期から「パルチザン」を組織し、新たな帝国に対して過激なテロ攻撃を繰り返していた事が語られている。『反乱者たち』にも登場しており、帝国軍に壊滅させられたジオノーシスの調査を行う。その後反乱同盟軍の正式な結成にも関わるが帝国に対する対抗方針を巡ってモン・モスマと反目し、同盟軍中枢とは距離を置いて独自に行動する方針を取った。
初登場は『クローン・ウォーズ』だが、パブロ・ヒダルゴによると、ゲレラは企画止まりに終わった実写テレビシリーズに登場するキャラクターとしてルーカスが設定していたという。『クローン・ウォーズ』の総監督デイブ・フィローニは、「惑星オンダロンでは兄妹のデュオが欲しいと思っていました。ゲレラはジョージが作ったキャラクターで、そのキャラクターについて話を作りたいと思いました。そこで、私たちはアソーカ・タノの引き立て役になる彼の妹として、スティーラというキャラクターを作りました」と語っている。
名前はチェ・ゲバラから取られている。
ラダス (Raddus)
反乱同盟軍の提督。モン・カラマリ族の男性。反対論が多い中、デス・スター設計図の奪取作戦を支持し、ジンたちがスカリフで設計図奪取を図り戦闘状態に入ったことを知ると、艦隊を引き連れて帝国軍との戦闘に参加した。ジンが転送した設計図を受信した直後、スターデストロイヤーの襲撃に遭い、死亡した。『最後のジェダイ』でレイアが乗艦するモン・カラマリ・スタークルーザー「ラダス」は、彼の名前から取られている。
キャラクターのモデルはウィンストン・チャーチル。
オーソン・クレニック (Orson Krennic)
銀河帝国先進兵器研究部門の長官。デス・スター開発の責任者であり、優秀な科学者だったゲイレン・アーソに開発を強要した。デス・スター開発の功績を出世のために利用しようとするが、手柄の横取りを企むターキンから情報漏洩の責任を追及されてしまう。失態を挽回するため、ゲイレンたちがいる惑星イードゥーの研究施設に向かい科学者たちを皆殺しに、ゲイレンも巻き添えとなり死亡する。スカリフでは設計図を奪おうとするキャシアンを撃ち、ジンを殺そうとするが、彼に撃たれて負傷し、デス・スターの攻撃に巻き込まれて死亡する。護衛にデストルーパーをつけている。
『ローグ・ワン』以前を描いた小説『カタリスト』にも登場している。銀河共和国時代は超兵器開発部門に所属し、分離主義者に拉致されたゲイレンの救出を指揮した。銀河帝国の成立後はデス・スター開発に参加し、ゲイレンを利用しようとする。また、デス・スターの設計をポグル・ザ・レッサーから聞き出した経緯についても描写されている。
ジョン・ノールの原案では、クレニックはローグ・ワンと行動を共にする帝国保安局の二重スパイという設定だったが、ウィッタが脚本に加わった際に変更された。また、クレニックの最期は「スカリフを脱出後、デス・スターの設計図を奪われた罪でベイダーに処刑される」というものだったが、彼がデス・スターの攻撃を生き延びる合理的な理由を考え付けなかったため、スカリフで死亡する最期に変更された。
クレニック役のベン・メンデルソーンによると、『BLOODLINE ブラッドライン』の撮影中に夕食を共にしたエドワーズからオファーを受けたという。彼はクレニックについて、「彼は生まれながらの幹部でもない限り、基本的にアウトサイダーです。彼は苦労して幹部に出世した人物で、他の多くの幹部たちを価値のない人間だと思っています」と述べている。
ゲイレン・アーソ(Galen Erso)
ジンの父親。科学者。クレニックとは同じアカデミーの同級生。クレニックにデス・スターの建設に協力することを強要され、拉致されたことで娘のジンと生き別れになってしまい、しかも他者からは悪意を持ってデス・スターを製造したものだと勘違いされ、悪者扱いされてしまう。その裏でデス・スターを後に破壊しやすいするようにするため、要塞の通気口にミサイルを撃ち込まれると連鎖反応によって要塞全体が爆発するような仕掛けを仕込む。その情報を反乱軍に伝えるため、ボーディー・ルックにホログラムデータを渡し、ソウ・ゲレラの元へ派遣する。惑星イードゥーにてクレニックとの面会の直後、成長した娘と再会するもの反乱軍の襲撃に巻き込まれ、死亡する。
ライラ・アーソ(Lyra Erso)
ゲイレンの妻で、ジンの母親。ゲイレンは家族を守るためにクレニックに「彼女は死んだ。」と嘘を伝えるもその直後にクレニック達を追い返そうとその場に飛び出してしまい、護衛のデストルーパーに射殺されてしまう。
ボーディー・ルック(Bodhi Rook)
元帝国軍所属のパイロット。ゲイレンに自身のメッセージが記録されたホログラムデータを預かり、ソウ・ゲレラの元へ向かうも、疑心暗鬼に陥っていた彼に罠だと信用されず、タコのようなモンスターに襲われ、抜け殻状態となってしまう。その後、同じく牢屋に放り込まれたキャシアンたちとともに脱出し、行動を共にすることとなる。惑星イードゥーではキャシアンとともにゲイレンがいる研究施設へ偵察に向かうが彼の暗殺をもくろむキャシアンに先に船に戻るように促される。デス・スターの設計図の奪取計画にて惑星スカリフに向かった際、通信でスカリフの上空にいたラダスに設計図のデータを送信するためには、惑星を覆っているシールドの破壊が必須であることを伝えた直後、自身がいた船内に手榴弾を投げ込まれ、爆死する。また「ローグ・ワン」というチーム名はスカリフへ向かう直前、ヤヴィンの司令塔よりコールサインを求められた際、彼がとっさに命名したものである。
チアルート・イムウェ(Chirrut Îmwe)
元ジェダイ寺院の守護者。ベイズとは友人同士。盲目であるがフォースの力により周りの状況を読み取ることが可能である（しかし彼の周囲にいる人物のほとんどはフォースの存在を信じていない）。惑星ジェダにてジンと会話を交わした後、トルーパーたちに捕らわれかけた彼女たちを助けようとトルーパーたちにマインドコントロールをかけ、解放するように促そうとする。しかし自分自身も捕らわれ、ソウ・ゲレラの元へ連行される。ジェダを脱出後、ジンたちと行動を共にする。惑星イードゥーでは船内での待機を命じられていながら、なぜか自身もキャシアンたちの後を追っていく。デス・スターの設計図の奪取計画にて惑星スカリフへ向かった際、スカリフの上空にいる反乱軍たちとの通信を可能にするため、マスタースイッチを操作しようと無数の銃弾が飛び交う中をベイズの制止を振り切りながら、スイッチの場所に向かって歩んでいき、そしてスイッチを操作した直後に被弾した機械の爆発に巻き込まれ、ベイズに看取られながら、息を引き取る。
ベイズ・マルバス(Baze Malbus)
元ジェダイ寺院の守護者。チアルートとは友人同士。ジェダイは壊滅して存在していないと思い込んでおり、フォースをあまり信じていない。惑星ジェダにてジンたちとともにソウ・ゲレラの元へ連行され、ジェダを脱出後、彼女たちと行動を共にする。惑星イードゥーでは勝手に行動するチアルートに仕方なくついていく。デス・スターの設計図の奪取計画にて惑星スカリフに向かった際、チアルートの死を看取った後、自身も数回の銃撃を受けながらもその場にいたトルーパーたちを銃で撃ち倒していくもトルーパーの一人が持っていた手榴弾が爆発し、友人の遺体を見守りながら、爆死する。
キーラ（Qi'ra）
ハン・ソロの幼馴染。ハンと共に惑星コレリアからの脱出を試みるがあと一歩のところでモロックに捕らえられ失敗。その後クリムゾン・ドーンの首領であるドライデン・ヴォスに拾われ、彼の秘書となる。3年後、再開したハンたちとともに惑星ケッセルへコアクシウムの強奪計画を遂行する事となる。そして、惑星サヴァリーンにてハンやベケットと交渉決裂となったドライデン・ヴォスと戦闘を繰り広げ、彼を殺害。その後、クリムゾン・ドーンの影の黒幕であるモールと連絡を取り、その際ハンのことは隠してベケットの裏切りのみを通告する。そして、モールから惑星ダソミアに呼び出されたことで、そこへ一人向かった。その後キーラは失踪し、ハンも今後彼女との恋愛成就は叶わないと予期している様子であった。銀河内乱時代を描いたスピンオフ作品ではモール亡き後のクリムゾン・ドーンを再編。カーボナイト冷凍されたハンを一時強奪するなどの暗躍を見せる。
レディ・プロキシマ（Lady Proxima）
惑星コレリアで犯罪組織を率いる悪党。ハンたちに住処や食料などを与えるのと引き換えに強盗や詐欺など、あらゆる犯罪を強要していた。ハンとキーラを呼び出した際、弱点である日光を浴びせられ苦しんでいるすきにハンたちの逃亡を許してしまう。
モロック（Moloch）
レディ・プロキシマの部下。猟犬を従えている。プロキシマの元へハン・ソロとキーラを連行し、その後逃亡しようとする彼らを追跡し、宇宙港にてキーラのみを捕らえ、ハンを取り逃がす。
トバイアス・ベケット（Tobias Beckett）
犯罪組織クリムゾン・ドーンに雇われている盗賊。船を盗み出すため、帝国軍に潜入していたがその際、ハン・ソロに仲間入りを志願され、最初は拒否するも彼の熱意をリオたちが買ったことで、仲間に引き入れる。その後コアクシウムを盗み出そうとするが、失敗。依頼者であるドライデン・ヴォスとの交渉の末、挽回のチャンスを得てハンやキーラたちとともに惑星ケッセルでコアクシウムを盗み出す事に成功。サヴァリーンにてコアクシウムを精製後、ハンやドライデンを欺いてコアクシウムを一人持ち去ろうとするが、最終的にハンに銃撃され失敗。そして、「例え仲間でも周りの人間全てを疑うべきだ」という自らの教えを聞き、その通りに動いたハンの行動を称え、鍵盤楽器ヴァラコードを習うという夢が叶わなかったことを悔やみながら息を引き取った。またジャバ・ザ・ハットとの間でも取引を行っていたらしく、ハンに彼と取引する事を勧めていた。
ヴァル（Val）
トバイアス・ベケットのパートナーにして恋人。ハン・ソロに仕事を手伝わせることに反対する。コアクシウムを積んだ列車の余分な車両を振り落とすために鉄橋を爆破する計画の最中に警備ドロイドの攻撃に遭い、鉄橋に釘付けにされ身動きが取れない中、仕事を遂行する事を第一に考えて自身もろとも鉄橋を爆破し死亡する。その後ベケットによって墓が立てられた。また鋭い感覚の持ち主であり、彼女であるキーラのことで悩んでいたハンの気持ちを察していた。
リオ・デュラント（Rio Durant）
ベケットの仲間の一人でパイロット。帝国軍の兵士に変装していたが、ハンに正体を見破られた。コアクシウム強奪計画にて、操縦していた船に侵入してきた敵に銃撃され致命傷を負い、天涯孤独であることを悔やみながら息を引き取る。その後ベケットによってヴァルの墓の横に遺体を埋葬された。
ドライデン・ヴォス（Dryden Vos）
犯罪組織クリムゾン・ドーンの首領。秘書として従えるキーラにテラス・カシという格闘術を伝授しており、自身も刃物を駆使した近接戦闘を得意とする。コアクシウムの強奪に失敗したベケットに対し怒り狂うが彼らの交渉に応じ、再びコアクシウムの強奪を命じることで挽回のチャンスを与える。その後サヴァリーンにてハンの機転によって形勢が崩れたところを狙われ、ベケットにコアクシウムを持ち去られた挙句、キーラとの戦闘に敗北し死亡した。
L3-37
ランド・カルリジアンが所有する女性ドロイド。かなりの捻くれ者。人間に対し、ドロイドの権利を訴えている。キーラとは女性同士よく話が合い、その際ランドに惚れられている事を告白している。惑星ケッセルにてコントロールされていたドロイドたちを次々に開放し、初めて生きがいを感じるも、そこで巻き起こった乱闘の中被弾し故障する。宇宙図のデータが記録されており、故障後ハンたちがそれを参照するため、ミレニアム・ファルコンと融合する。
エンフィス・ネスト（Enfys Nest）
ベケット曰くコアクシウムを狙う盗賊団のリーダー。ハンたちがコアクシウムを盗もうとした際に現れ、壮絶な争奪戦を繰り広げるが失敗。その後、ミレニアム・ファルコンに取り付けた発信機の情報を頼りにサヴァリーンに行き着く。そこでハンたちと対面した際、マスクを脱いで素顔を現し、自分達の盗賊行為が反乱者のためのものであることを打ち明ける。そして襲来してきたドライデンの部下たちを撃退し、最後はハンからコアクシウムを受け取り、彼を反乱軍に迎えようとするも断られる。小説版ではその後、ソウ・ゲレラや11歳時のジン・アーソと面会しており、彼らの元にハンから受け取ったコアクシウムを届ける。

## レジェンズ
スローン大提督 (Grand Admiral Thrawn)
スターキラー (Star Killer)
ベン・スカイウォーカー (Ben Skywalker)
ルーク・スカイウォーカーとマラ・ジェイドとの間に生まれた長男。ルークの師であるオビ＝ワンの隠棲時代の名前をもらった。胎内にいる頃から強いフォースを持っていることが分かっており、ジェダイとなることが期待されていた。しかし、ユージャン・ヴォングとの戦いの中で若いジェダイ、特にアナキン・ソロが死んでいくのを感じた影響から、フォースと関わることを避けようとしており、8歳の時点では訓練を全く受けていない。ジェダイ・アカデミーでは訓練は各自の自主性を尊重する方針のため、本人の気が変わることをルークは待っていた。その後、従兄弟であるジェイセン・ソロの前でならフォースを使うようになったことから彼をマスターとして修行を始めている。
ジェイセン・ソロ (Jacen Solo)
レイア・オーガナ妃とハン・ソロの間に生まれた長男。動物や昆虫と共感する能力をもち、ユージャン・ヴォングとの戦いの中で捕虜となった時は、この能力のおかげで切り抜けることができた。帰還後にジェダイ・ナイトとなったが、銀河の平和と安定よりも自分がやりたいこと（フォースに対する理解を深める）を優先させる傾向にある。ユージャン・ヴォングとの戦争が終わってからは、ダソミアの魔女などフォースに別のアプローチをする一派の元でさらなる修行を積み、ルークの息子ベンを弟子に持つようになる。ヘイピーズのクイーン・マザーにしてジェダイ・ナイトでもあるテネル・カーとの間に娘アラナ・ソロが生まれている。しかし、後にキリックとの戦争が起こり、その時にフォースを通してキリックの拡張が銀河を滅ぼす戦争に突入するというビジョンを見る。その災厄から娘を守るという祖父アナキンと同様の理由でダークサイドに堕ち、シスの暗黒卿ダース・カイダスとなり伯母であったマラを殺害して銀河同盟大戦を引き起こすが、ジェイナに倒される。
カノンに与えた影響として、設定の一部はカイロ・レンのキャラクターに影響を与えたという指摘がある。また、「ジェイセン」の名は『反乱者たち』のジェイセン・シンドゥーラへ用いられた。
ジェイナ・ソロ (Jaina Solo)
レイアとハン・ソロとの間に生まれた長女。双子の弟ジェイセンと2歳下の弟アナキンがいる。作品によってはジェイナが妹、ジェイセンが兄とするものがある。父親譲りのパイロットの資質と機械いじりの才能を持ち、十代の終わり頃には新共和国軍にスカウトされ、ローグ中隊の一員となった。幼い頃からジェダイの訓練を受けており、ユージャン・ヴォングとの戦いの中でナイトとなった。
アナキン・ソロ (Anakin Solo)
ルークの創設した新生ジェダイ・アカデミーにおけるジェダイの一人であり、レイアとソロの間に生まれた子供。アナキンと同等、もしくはそれ以上のフォースを持って生まれてきた新たなる選ばれし者である。末子で一番よくジェダイの教えを受けており、数々の機転でジェダイ・アカデミーを守ったと言われている。ユージャン・ヴォングとの戦いで死亡した。
マラ・ジェイド (Mara Jade)
人間の女性で、かつては帝国の公式記録には残せない極秘の諜報活動や秘密工作などを行なった「皇帝の手」としてパルパティーンに仕えていた。その中でもマラ・ジェイドは特に有能で、皇帝から一目置かれていた。ダース・ベイダーとも面識があったが、お互いあまり良い感情は持っておらず、幾度か衝突したこともある。それでも共通の目的について情報交換をしたり、助言を与えたり便宜を図ったりするなど、共闘したこともあった。
ルークらがソロ救出のためにジャバ・ザ・ハットの宮殿に向かい、ルーク暗殺のためにアリカという踊り子に変装してジャバ宮殿に潜入していた。しかし、ジャバが捕らえたルークを処刑するため、彼らをサーラックの巣へと連れて行く際には同行を許されず、その上ルークが脱出したため任務は失敗に終わった。
パルパティーンの死後は密輸業者タロン・カードの手下となっていたが、タロンが新共和国との関係を深めるようになると、マラも次第にルークと接触するようになる。かつての敵であるルークへの復讐を誓っていた彼女は、深いジレンマに陥った（『スローン3部作』）。しかし、強いフォースを持っていた彼女は、やがてルークからジェダイの訓練を受け、味方として共に戦っていく中で徐々に憎しみを和らげていき、ルークからのプロポーズを受け入れ、彼と結婚する（『ハンド・オブ・スローン2部作』）。ルークとの間に1男ベン・スカイウォーカーをもうける（『復活』）。自身が「スカイウォーカー」となった今でも、夫ルークを「スカイウォーカー」と呼ぶことがある。
その後もルークと共にジェダイ・マスターとして弟子たちの指導にあたっている。のちにソロとレイアの長女ジェイナ・ソロがマラの弟子となり、やがて一人前のジェダイ・ナイトとして独立した（『運命の道』）。後にシスの暗黒卿ダース・カイダスとなったジェイセン・ソロに殺害される。
ルウク・スカイウォーカー (Luuke Skywalker)
ジョルース・シボースが作り出したルークのクローン。『帝国の逆襲』ではルークがクラウド・シティでダース・ベイダーと対決し、右手を切り落とされる描写があり、小説では切断された右手を帝国軍が密かに回収し、そこから採取された遺伝子データ「サンプルB-2332-54」を元に、ルウク・スカイウォーカーが作り出されたという設定になっている。ルウクは、エンドアの戦いの5年後、スローン大提督が残存帝国軍を再編した時、スローンの出会ったジョルースの「ジェダイの弟子が欲しい」との要求から秘密裏に造られた。ルウクは、惑星ウェイランドのタンティス山にあるシボースの居城の玉座の間でルーク本人とライトセーバーで対決し、ルークは殺されそうになったが、ルークの妻となるマラ・ジェイドの助太刀で倒した。これにより、マラは「スカイウォーカーを殺せ」という、亡き皇帝の厳命を遂行したこととなり、これ以上その責任に苛まれることがなくなった。
ダース・ベイン (Darth Bane)
旧共和国時代の古代シスの暗黒卿。ヤヴィンの戦いより1000年前、ジェダイとシスの戦い（レジェンズの設定ではルーサンの戦い）における唯一のシスの暗黒卿の生き残り。後に「ダース・ベインの教え」あるいは「二人の掟」と呼ばれることになる「弟子は師匠の死を以て独立して自らが師となり、たった一人だけの弟子に伝授する」というシスの教義を打ち立てた。これは先の内部崩壊の反省から、シスの能力や教義はただ一人の弟子にのみ伝承すべきとの結論に達したからで、シスの「師匠」から「弟子」への一子相伝制を確立させた。
正史（カノン）に属するアニメ『スター・ウォーズ/クローン・ウォーズ』では、自らの眠る墓所のある惑星モラバンドを訪れたヨーダの前に古びた甲冑を身にまとった姿で出現し、自らの打ち立てた一子相伝のシスの掟について語った後、ヨーダを自身の弟子にすべく誘惑を試みた。しかし、ヨーダにダース・ベインは既に死んでいると指摘され、自分の目の前にいるのは何の力もないただの幻影に過ぎないと看破されると、怨嗟の呻きを上げながら消え去った。
ダージ (Durge)
『クローン大戦』に登場。驚異的な生命力を誇り4,000年生きた者も存在すると言われる長命種族ジェンダイの1人であり、ダージ自身もクローン大戦時には2,000歳と言われていた。見上げるほどの巨漢で、外見は人間に似ているが、傷だらけの耐衝撃アーマーで常に全身を武装しているため、その素顔を見た者は存在しない。
ダージは非常に好戦的で暴力を好んでおり、何人もの著名な賞金稼ぎに弟子入りしナブーの戦いやクローン大戦よりもはるか昔から、銀河を股にかける賞金稼ぎとして活躍した。シスの滅亡をもたらした1,000年前のジェダイとシスの戦争（ルーサンの戦い）にもシス側の傭兵として参加していた。戦後はジェダイからの報復を避けるため、別名で賞金稼ぎを続けて巨万の富を築いた。しかし、クローン大戦の100年前、ジャンゴ・フェットの先祖たち（マンダロリアン）との戦いで重傷を負い、傷を癒すため1世紀に渡って冬眠を余儀なくされる。クローン大戦中に目覚めた彼は、アサージ・ヴェントレスと共にドゥークー伯爵の右腕として、ジェダイ率いるクローン・トルーパーと戦った。シスとジェダイの戦争に参加した経験から、対ジェダイの戦闘術を身に付けていた彼は、ヴェントレスやグリーヴァス将軍らと共に、クローン大戦におけるジェダイキラーの1人となった。
数々の武器（2丁の長距離戦用ブラスター・ピストル、鎖のついた格闘戦用の刺付き棍棒、エネルギー・ボールの様な投擲武器、ダーツ・マシンガン、前腕部分に組み込まれた短時間ではあるがブラスターやライトセーバーによる攻撃を防ぐ事のできるエネルギー・シールド発生装置、火炎放射器）と空を飛べるロケット・パックを装備しており、怪力の持ち主でもある。肉体の耐久性、回復力は驚異的なもので、ライトセーバーで貫いたり、胴体を切断する程度では彼を倒すことは出来ず、軍用ブラスター・ライフルの集中射撃や小型ミサイルの攻撃をまともに受けても再生可能である。一説によれば、ジェンダイは5体をバラバラにされても生存可能と言われている。この不死身の肉体のおかげで、何度も死んだと思われては、その度に蘇っている。ムーニリンストの戦いでは、集中攻撃によって剥き出しになった筋肉細胞でオビ＝ワンを包み込んだが、内部から破裂させられ死亡したかに見えた。だがダージは肉片の状態と化してもなお動き続け、重い傷を癒すために冬眠したのか後に再び戦場に姿を現している。最後はアウター・リム包囲作戦の最中、宇宙船内でアナキン・スカイウォーカーと激闘を演じた末、脱出ポッドに閉じ込められ、そのまま恒星にたたき落とされた。
エグザ・キューン (Exar Kun)
かつては優れたジェダイの騎士であったが、師であるヴォド・シオスク＝バスに反目し、自らの強い好奇心から失われた古代シスの遺産を渇望して、その教義を深く探求する余りに暗黒面に堕ちてしまった。歴代のシスの中でも屈指の強大な存在として名を残す人物であり、シス大戦を勃発させ、当時のジェダイ・オーダーの根拠地であった惑星オッサスを壊滅させた。激戦の末、共和国とジェダイは辛うじて勝利し、エグザ・キューンは配下のマサッシの戦士を全滅させ、自ら魂をヤヴィン第4衛星の遺跡中に封印した。その後、彼の創設したシス・オーダーは壊滅した。
『ジェダイ・アカデミー3部作』では、4,000年もの時を超えて再び霊体として復活を果たした。ルークの弟子キップ・デュロンをダークサイドへと誘惑し、一時はルークを仮死状態にまで追いやった。しかし、ルークの甥であるジェイセン・ソロや姪のジェイナ・ソロ、そして弟子、更には霊体として復活した元マスターのヴォド・シオスク＝バスらの結束の前に追い詰められ、最後はその魂も完全に消滅させられた。
フェラス・オリン (Ferus Olin)
アナキン・スカイウォーカーと同年代のジェダイ・パダワンだった人間。ジェダイ・コード（ジェダイの掟）に忠実に従う優等生的な人物で、コードから逸脱しがちなアナキンとは対照的な存在として、アナキンからは内心「いけ好かないヤツ」として反発されていた。アナキンの中の危険な傾向を早くから見抜きオビ＝ワンに警告したが、聞き入れられなかった。ジェダイの騎士となる直前に起きたある事件をきっかけにジェダイ・オーダーを去り、オーダー66から逃れる結果となる。
元ジェダイであることから帝国軍から追われる身となるが、フェラスの生存を知ったオビ＝ワンによって助けられる。この際、パダワン時代と比べてかなり砕けた性格となっていることにオビ＝ワンを驚かせる。以後、幼いルークを守るためにタトゥイーンを離れられないオビ＝ワンに代わって抵抗運動を開始する。一度ソレスという生き残りのジェダイと共に聖堂へ侵入するが、その行動を予想していたマローラムに捕らわれる。脱走に成功するが、皇帝に人質をとられ帝国のためにやむを得ず働くことになる。パルパティーンは、フェラスを反逆者として処刑せず、重傷を負い力に制限が生じているダース・ヴェイダーに替わる新たな弟子とする、あるいはヴェイダーに対する当て馬として活用すべくその動向を注目する。
キップ・デュロン (Kyp Durron)
ルークの弟子であり、フォースとの調和がとても強かった。活発な政治家の家に生まれたが、家族の政治活動は帝国に対する反逆と見なされるようになる。デュロンの家は帝国軍のストームトルーパーの襲撃を受け、家族全員が逮捕されてしまった。デュロン家は囚人の身となり、両親は牢獄で亡くなっている。奴隷だったキップは惑星ケッセルの鉱山で奴隷として扱われていた。
カズダン・パラトゥス (Kazdan Paratus)
アリーナという小柄な種族のジェダイ。細い手足のような機構を備えたバックパックを背負っており、移動のほとんどをこのバックパックに依存している。パラトゥスはまだ幼いパダワンの頃からテクノロジーの天才であったが、同時にパダワンたちの中でもジェダイになるための修行を特に嫌っていた。性格はジェダイ聖堂から追放されてもおかしくないものであったが、パラトゥスは自身の知恵を巧みに用いてジェダイの試練を合格した。銀河系屈指のエンジニアであったパラトゥスはその知恵でジェダイ・マスターすらも欺き、多くのパダワンが失敗を繰り返すような試練にも一度で合格した。パラトゥスは試練の際に非常に強力なコンバット・ドロイドを作成し、自身のフォースでそれを援護しながら試練を乗り越えた。ジェダイ評議会はパラトゥスの知恵に感服し、彼にはジェダイ・ナイトの称号が与えられ、同時にパダワンたちの教授に任命された。パラトゥスはその後何年間にもわたってコルサントで精密ドロイドを作り続けた。
クローン大戦が始まると、独立星系連合のドロイドの観察を行った。移動用に用いるバックパックを開発したのもこの頃である。このバックパックによりパラトゥスの動きは俊敏になり、パラトゥス特製のパイク型ライトセーバーを用いて戦場では多くのドロイド部隊を壊滅させた。クローン大戦が終わりに近づいた頃、パラトゥスは任務を終えてジェダイ聖堂に戻っていた。しかし、ダース・ベイダーがジェダイ聖堂を襲撃するとパニックに陥り、多くのジェダイがベイダーと応戦する中、自分の工具とドロイドと共に逃亡した。
ジェダイ聖堂からの逃亡には成功するも、その後のパラトゥスは自分自身の臆病さに酷く悩まされることになる。その結果、自分自身をコルサントから遠く離れたアウター・リムにある廃墟の星ラクサス・プライムに追放した。パラトゥスはそこでダース・ベイダーとパルパティーンを倒すためのドロイド軍の作成を試みた。しかし、月日が経つに連れて臆病さゆえの苦悩から精神のバランスは崩壊し、偏執と妄想にとらわれてしまう。精神が崩壊してもなおジェダイへの強い忠誠心を持っていたパラトゥスは、ラクサス・プライムのジャンクを用いてジェダイ聖堂のレプリカを作り上げる。その後ジェダイ評議会までもジャンクで再現し、ジャンクで組み上げたドロイドを操ってそのレプリカの警護にあたらせた。クローン大戦の数年後、帝国にパラトゥスの存在が発覚すると、ダース・ベイダーは自身の弟子であるスターキラーにパラトゥス殺害の任を与えラクサス・プライムに送り込む。パラトゥスのドロイド兵団はスターキラーの進入を執拗に拒んだが、最後にはジェダイ聖堂のレプリカの中でスターキラーに殺害された。
ガーム・ベル・イブリス (Garm Bel Iblis)
コレリア選出の銀河元老院議員。分離主義運動が広がりを見せて共和国内部で軍隊創設の声が高まり始めた頃、大規模な戦乱の兆候を見て取ったイブリスは故郷コレリアを守るために共和国からの脱退を宣言。共和国からも独立星系連合からも一定の距離を置いて孤立した立場を取る。その後パルパティーンが銀河帝国設立を宣言するとイブリスは反対派の立場を取り、パルパティーンによって反逆者として一族もろとも死刑を宣告される。妻子を殺害された後、逃げ延びたイブリスはクラウド・シティに逃げ込むが、帝国によって指名手配されたイブリスは賞金稼ぎに狙われることになる。クラウド・シティが襲撃されると一度は捕らえられるが、ラーム・コタの指示で交渉を求めて訪れたスターキラーに救出され、彼の反乱同盟軍に軍備の提供者として協力することになり、ラーム・コタやベイル・オーガナらと同じく反乱同盟軍の基礎を築き上げた人物の一人となる。しかし、その後彼は反乱同盟軍の指導者であるモン・モスマがパルパティーンと同様に独裁者の座につこうとしているという誤解から彼女と対立して同盟軍から脱退。その後新共和国の時代になってようやくモスマへの誤解を解いた彼は新共和国に協力するようになった。
ジョラス・シボース (Jorus C'baoth)
ティモシイ・ザーンによる『スローン3部作』『外宇宙航行計画』などに登場する人間の男性。シボースは、共和国末期に活躍した自称「ジェダイ・マスター」であり、惑星ボートラス出身。共和国の数々の外交任務や、皇帝即位以前のパルパティーンの私的顧問を務めたこともある高名なジェダイである。自らの提唱した、共和国の国境を越えた外宇宙の探査を行うアウトバウンド・フライト計画（外宇宙航行計画）への参加を最後に消息が途絶えている。後に、彼らの船団はスローン大提督率いるチス艦隊に攻撃され、探査チームは全滅していたことが判明。ジョラス・シボースを含むジェダイもその際に命を落としたものと思われる。
ジョルース・シボース (Joruus C'baoth)
ジョラス・シボースのクローンだが、クローン製造の経緯は不明となっている。ジョルースは急速に成長させられたことによる副作用で、その精神状態は極めて不安定であった（この時用いられたスパーティ・クローニング・シリンダーを使用したクローン製造技術は、急速に成長させると、精神に異常をきたす副作用があった。クローン・トルーパー製造の際には別の技術が用いられた）。感情の起伏が激しく、自分の名前を「ジョラス（Jorus）」ではなく、「ジョルース（Joruus）」と発音するなど記憶も混乱している。
ジョルースが歴史の表舞台に登場するのは、エンドアの戦いから5年後、スローン大提督による銀河帝国軍の反撃が開始された時である。クローン大戦からすでに数十年、この間ジョルースがどのように過ごしていたのか定かではないが、スローンは惑星ウェイランドのタンティス山で、周辺の村落を治めるジョルースを発見した。この山にはパルパティーンの秘密倉庫があり、恐らくパルパティーンが制御困難なジョルースを、ダーク・ジェダイとして部下にする代わりに、この倉庫の番人として派遣したのだと考えられる。
スローンは、かつてパルパティーンがフォースを通じて帝国艦隊の士気を調整していたことを承知しており、その役目をジョルースに求めるため協力を要請した。ジョルースは、最初はスローンの要請を歯牙にもかけなかったが、ルークを始めとする新世代のジェダイを弟子として提供しようという申し出に心を動かされ、帝国艦隊に手を貸すことになった。しかし、最初の内はスローンの要請に従い帝国艦隊の士気調整を引き受けていたジョルースであるが、元々精神が不安定な上、新しい弟子を提供しようという約束をスローンが果たさないため、次第に苛立ちを募らせていった。さらにはジョマーク星で一度は手中に収めたはずのルークが、ジョルースの狂気を見抜いて逃亡したこともあり、スローンとジョルースの間には決定的な亀裂が生じてしまう。スローンの方ではパルパティーンの秘密倉庫からクローン製造技術を入手したことで、すでにジョルース自身は用済みとなっていた。一方、ジョルースの精神状態はさらに狂気の度合いを増し、ジェダイ騎士団を再興し、自ら銀河の支配者になろうとする。そのためには優れた弟子を求めた彼は、ルークやマラ・ジェイド、レイア、さらにはレイアの子供たちも手中に収め、自らの弟子とすることを目論んでいた。
タンティス山のクローン製造工場を破壊するために乗り込んできたルークとマラ・ジェイドは、そこで待ち構えていたジョルースとの最後の対決に臨む。ルークはジョルースの狂気を癒そうと説得を試みるが、ジョルースはルークとマラを力で圧倒し、さらにルーク自身のクローン「ルウク・スカイウォーカー」を差し向けるが、最終的にルウクはマラの手で倒される。ジョルースは完全に自制心を失って暴走しフォースを周囲に解き放ったが、一瞬の隙を突かれてマラの手で倒された。
ジュノ・エクリプス (Juno Eclipse)
テレビゲーム『スター・ウォーズ フォース アンリーシュド』に登場。惑星コルラーン出身の女性。ジュノは父親と別居し、母親と二人暮らしであったが、コルラーン内の反乱軍と帝国軍との戦いに巻き込まれて母親が死亡すると父親に引き取られた。ジュノの父親は帝国支持派であり、帝国がいかに善良であるかを娘に教え込んだが、次第に父親と距離を感じるようになる。父親がコルラーグの帝国アカデミーの入校者を尊敬していたことを知ると、すぐに帝国アカデミーに入校して模範生となったが父の態度は変わらなかった。14歳の若さでアカデミーを最年少で合格したジュノは、機械の修理・操縦の方法やドロイドの整備、武器の使い方などを学んでいった。しかし父の態度は変わらず、ジュノの卒業式にすら姿を現さなかった。失望したジュノは帝国軍に入隊すると、家には二度と戻らないと決心した。
アカデミー卒業後はアウター・リムなどでいくつかの任務をこなし、常に成功を収めた。これによりジュノは勲章と共に尊敬を集めるようになり、ダース・ベイダーの目に留まり、アウター・リムの惑星カロスの爆撃作戦に参加した。その最中、ジュノは猛攻を受ける惑星カロスの人々が何の抵抗力も持たないことに気づき困惑するが、最終的には指示通りに惑星のプラネリー・リアクターを破壊した。この功績を受け、ベイダーによりジュノは彼の弟子スターキラーの船「ローグ・シャドウ」のパイロットに任命される。その後、スターキラーと共にベイダーの指示を受けていくつかの作戦行動を取るも、スターキラーがベイダーに裏切られると同時に捕らえられ、反逆者の烙印を押される。帝国に失望したジュノは生き延びたスターキラーと共に反乱同盟軍の設立のために奔走する。行動を共にするうちにスターキラーに対して恋愛感情を抱くようになり、デス・スターでの反乱同盟軍救出作戦の直前に、彼に思いを伝える。その後、スターキラーがパルパティーンから反乱同盟軍の指導者を守るために自らを犠牲にして大爆発を起こした際に、彼らを連れてローグ・シャドウでデス・スターから脱出する。
ダークサイド・エンディングではスターキラーたちを脱出させるために現れたところで皇帝によって操縦していたローグ・シャドウをフォースで捕まれ、スターキラーの頭上に墜落させられてしまう。ジュノはこの時に死亡したか、捕らえられて処刑されたと見られる。
ラーム・コタ (Rahm Kota)
『スター・ウォーズ フォース アンリーシュド』に登場。クローン大戦では将軍として活躍し、オーダー66を逃れた数少ないジェダイの一人。ジェダイになる以前は故郷の惑星で自由のために戦う戦士で、10歳になる前から戦争に参加していた。18歳になった時、その惑星での戦争の仲介役として訪れたメイス・ウィンドゥに出会い、才能を見出される。任務を終えたメイスはコタを連れ帰り、ヨーダと共にコタを鍛えた。コタはジェダイ評議会にも頻繁に反対意見を出しており、犯罪者の取締りの強化を訴え続けていた。クローン大戦が始まると、コタはすぐに指揮官としての才能を発揮し将軍の任に着くが、コタはクローンの部隊を信用せず、周辺の惑星から義勇軍を募り自分の部隊に加えた。このことが、後のオーダー66発令時にコタの命を救うことに繋がり、コタは自分の部隊と共にアウター・リムへ逃げ込んだ。公式にはクローン大戦で死亡したとされていたが、その後再び姿を現したコタは銀河中の帝国の施設を次々と攻撃・壊滅させ、ダース・ベイダーを誘き出そうとした。
その後、ダース・ベイダーの弟子であるスターキラーに殺されたと思われていたが、近隣の惑星ナー・シャッダに身を隠していた。スターキラーとの戦いで両目を失明し、顔に布を巻いて酒に溺れるという堕落した生活を送っていたが、再びコタの前に現れたスターキラーの呼びかけに応じ、ベイル・オーガナ、モン・モスマと共に後の反乱同盟軍の骨子を作る一人となる。反乱同盟軍の誓約の場を帝国軍に襲撃されて捕らえられ、デス・スターに連行されると最後まで抵抗したが、パルパティーンによってフォース・ライトニングを浴びせられる。しかし、スターキラーが自らを犠牲にして時間を稼ぎ、その隙にコタは元老院議員と共に脱出し、反乱同盟軍の正式な発足に立ち会うことになる。ダークサイド・エンディングでは直接的な描写はないものの、皇帝によって殺害されたことが示唆されている。
ダッシュ・レンダー (Dash Rendar)
スティーヴ・ペリーによる小説『帝国の影』及びそのゲーム化版であるNINTENDO 64のゲーム『スター・ウォーズ 帝国の影』に登場する。惑星コレリア出身であり、彼の一家はコルサントなどの銀河系中心部において運送業を営んでいた。同郷のハン・ソロと同じように帝国アカデミーに所属し、優秀な成績を残していた。しかし、コルサントでダッシュの兄が貨物の積み卸し作業をしていた際に起きた事故で死亡し、この事故に皇帝パルパティーンが所有していた博物館が巻き込まれてしまうという事態が発生する。博物館に収蔵されていたシスやジェダイの貴重な工芸品が数多く失われたことに激怒したパルパティーンはダッシュの一家が経営していた輸送会社を解体し、その資産を商売敵であるプリンス・シゾールが経営する会社のものとした。この出来事によりダッシュは帝国への強い憎しみを抱くようになる。
密輸業者になったダッシュは「アウトライダー」という専用の宇宙船と、相棒のドロイド「リーボ」を所有し、ハン・ソロやカルリジアンとも密輸を通し、その腕を認め合う仲となった。反乱同盟軍のエコー基地に物資を輸送した直後に帝国軍の攻撃が始まってしまったが、無人だったスノースピーダーに乗り込み、敵のAT-ATウォーカーを数体撃破。そのため同基地に足止めを食らってしまったが何とか生還する。ソロが帝国軍に捕まった直後に反乱軍と合流し、レイアの依頼で独自にハン・ソロを捜索する。その過程で、暗殺ドロイドのIG-88や、賞金稼ぎボバ・フェットと死闘を繰り広げ、帝国軍の貨物船「スプローサ」に潜入し、第2デス・スターの機密情報を掴む。
その後もルークやカルリジアンたちを援助し、プリンス・シゾールのコルサントにある宮殿に潜入。反乱軍と共にシゾール率いるブラック・サンとの戦いに参加し、シゾールがいたスカイフックの爆破に大きく貢献したが、崩壊するスカイフックから脱出する際に爆発に巻き込まれ姿を消した。死亡したと思われているダッシュだが、ゲーム『スター・ウォーズ 帝国の影』ではハードモード以上でクリアすると通常とは異なるエンディングを見ることができ、ダッシュが迎えた「真の結末」を知ることができる。
なお、彼の愛機「アウトライダー」はコレリアンYT-2400を改良強化した機体である。この機体は『エピソード4（特別編）』で、モス・アイズリー上空に一瞬だけ登場している。
プリンス・シゾール (Plince Xizor)
小説『帝国の影』及びゲーム作品『スター・ウォーズ 帝国の影』に登場するエイリアン。「帝国の影」として勢力を拡大する犯罪組織ブラック・サンの首領で、ダース・ベイダーの政敵。
シゾールが率いる犯罪組織ブラック・サンは「帝国の影」として勢力を拡大し、銀河広域に勢力を持つ犯罪組織である。その影響力は絶大であり、シゾールは銀河帝国皇帝パルパティーンとの謁見を許可されているほどである。シゾール自身、ベイダーに次ぐ財力を持つと言われており、犯罪王と言われたギャングのジャバ・ザ・ハットですら、逆らえない形でシゾールにはベーシック言語を用いて、かつ、敬語で接する。才覚や残忍さはもちろん、その格闘能力やブラスターの射撃技術、またパイロットとしての腕も一流である。精巧に美しい人間の女性の外見を模しつつも、ジェダイの騎士とも互角に渡り合えるほどの戦闘能力を持ったドロイドの「グリ」（製作に900万クレジットを費やした）を側近に従えている。また、人間より寿命が長く、爬虫類のような外見をした、感情を表に出さない種族「ファリーン」の王子でもある。ファリーンは強力なフェロモンを放出することで人間型種族の異性を籠絡する能力を持っており、シゾールはこの能力に強い自信を持っていた。シゾールは時折この能力で手籠めにした女性と交際することがあったが、関係を長続きさせることは考えておらず、一定の期間が経つと高価なプレゼントを手切れ金として与えて関係の終了を通告し、相手の女性が通告を無視して関係の継続を求めた場合には見せしめとして残忍な手段を選んで殺害していた。
シゾールは共和国時代に惑星ファリーンの小国家の王族として生まれた。英才教育を受けた彼は他の惑星に留学し、また輸送会社シゾール輸送システムを設立し、その才能を発揮していた。しかし、ダース・モールに前の首領や幹部を殺害された犯罪シンジケート「ブラック・サン」に加入し、パルパティーンが帝国を樹立した頃には組織のボスとなる。一方で、故郷の惑星ファリーンで生物兵器実験を行っていたダース・ベイダーが病原菌を蔓延させ、惑星全土への「浄化」と称して首都を砲撃し、シゾールの家族及び一族を皆殺しにした。これ以降シゾールはベイダーへの恨みを募らせ、復讐の機会を狙っていた。
数年後、シゾールはパルパティーンに謁見している最中、ダース・ベイダーから皇帝に対する報告を耳にし、その中でルークの名を知る。シゾールはベイダーがジェダイの騎士だった頃の名「アナキン・スカイウォーカー」や、その師オビ＝ワン・ケノービの存在も知っていた。二人の会話から、ルークがベイダーの息子であることを知る。さらに、ベイダーがルークを我がものにし、皇帝を倒させて親子で銀河の覇者となろうと考えていることも悟り、シゾールはベイダーがルークを皇帝に献上する前にルークを殺害し、ベイダーの忠誠心が偽りであったことを示して失脚させ、帝国におけるナンバー2の地位を収奪する事を計画する。
シゾールはルークを暗殺するため、ハン・ソロをボバ・フェットの手から救出しようとするルークに対し、反乱軍のメカニックを買収してウェッジ・アンティリーズのXウィング スターファイターのR2ドロイドを暴走させるが、ルークのフォースにより窮地を脱せられ、メカニックもウェッジに返り討ちに遭った。タトゥイーンに戻ったルークをバイカーにより襲撃する計画も、ルークのテクニックとダッシュ・レンダーの援護により阻止された。この間、シゾールはベイダーを遠ざけておくため、皇帝に反乱軍の基地の情報を提供し、皇帝の信頼を得てベイダーに屈辱を与え、しかもブラック・サンに反発する軍事産業に打撃を与えるという計画を取っていた。そして、反乱軍の中心人物であり、女性としても魅力的なレイアを自分のものにするため、皇帝に進言してデス・スターの設計図をわざとルークに入手させる。一方で、ルーク暗殺の情報を得ようとするレイアの元へ、グリを使者として送る。惑星ボサンにて、ルークはベイダーの雇った賞金稼ぎに捕えられそうになるが、ルーク自身のフォースによる実力と、カルリジアンが操縦するミレニアム・ファルコンにより逃れる。ここでベイダーは、賞金稼ぎにブラック・サンからルークを殺害するように金が支払われていた事実を知り、シゾールに「ルークに手を出したならば報復措置を取る」と告げる。
その頃、コルサントに賞金稼ぎ「ブーシ」に変装したレイアとチューバッカが到着していた。シゾールはファリーン特有の能力であるフェロモンを用いてレイアを籠落させようとしたが、チューバッカの機転とレイアの強い意志の前に計画は失敗し、シゾールはレイアを監禁する。レイアはグリの隙をついて脱出し、ルークたちと落ち合ったところでシゾールと対決する。ルークのフォースによる戦闘力と、カルリジアンが用意した熱爆弾（サーマル・デトネーター）で形勢が逆転し、グリもルークとの決闘に敗れ、シゾールのアジト及びブラック・サンの軸となるデータは消滅した。ルークたちはC-3POとR2-D2が操縦するファルコンで、シゾールは専用のスターバイパー「ヴィラーゴ」に乗って脱出した。怒り狂ったシゾールは、「ファリーン・フィスト」と名付けた空中宮殿（スカイフック）へ逃げ込み、ブラック・サンの艦隊を用いてファルコンを破壊しようとするが、逃げ込む前のスカイフックへの通信をベイダーに傍受される。シゾールが自らを陥れることを画策していた証拠を得たベイダーは、スーパー・スター・デストロイヤー「エグゼクター」でシゾールの空中宮殿と艦隊を砲撃し、シゾールは死亡した。シゾールが死に、グリが行方不明となったブラック・サンは弱体化し、10年後にダーガ・ザ・ハットによって再編されるまで表舞台には出なくなった。
レンガ・ジクストン (Wrenga Jixton)
スピンオフコミック『スター・ウォーズ シャドウズ・オブ・ジ・エンパイア 帝国の影』に登場。ダース・ベイダー直属のスパイ又はトラブルシューター（処理人）。惑星コレリアの出身で帝国アカデミーに所属し、卒業後は帝国宇宙軍に入り、仲間からはジックスの愛称で親しまれていた。彼は有能だったため、順調に昇進を重ね、すぐに1等軍曹となった。惑星ファリーンでベイダーが設立した細菌研究の施設が事故を起こし病原菌が広まると、ベイダーは研究施設の破壊と周辺に住むファリーンの住民抹殺を命じ、プリンス・シゾールの家族を含む20万人以上が殺害された。ジックスはこの事件の罪を擦り付けられて軍法会議にかけられ、惑星ケッセルのスパイス鉱山に送られたが脱出した。
その後、指名手配されたジックスは砂漠の惑星アリダスに隠れ住みながら傭兵となって働いていた。アリダスには反乱同盟軍の武器を蓄える基地があり、その事を知ったベイダーはルークをアリダスに誘き寄せるため、俳優を雇いアリダスでオビ＝ワンのふりをして生活させた。オビ=ワンを探すルークをアリダスに誘うことには成功したが、ベイダーの略策は裏目に出て失敗し、ベイダー自身が意識不明の重傷を負ってしまう。ジックスはベイダーを発見して救助し、以後ジックスはベイダーの個人的なスパイとして働く事となる。最初の仕事は帝国への反逆罪の嫌疑がかかった惑星コルラグのトーロック総督を暗殺するという仕事だった。その後は惑星タトゥイーンでプリンス・シゾールの差し金によりルークの命を狙うジャバの妨害を命じられる。ジックスはジャバがルーク抹殺のため雇った、スウープ・ギャングのメンバーとなるため、ギャングのボスであるビッグ・ギズとスウープ・バイクで一対一の対抗レースに勝ち、ギャングのメンバーとして認められ、潜入することに成功した。そして、ジックスはルーク抹殺のためのジャバの傭兵に紛れ、ビッグ・ギズの仲間の振りをしながらベガーズ・キャニオンでルークを追跡し、ビッグ・ギズのギャングを裏切り、ルーク護衛のため彼らを妨害することに成功した。
アーカ・ジェス (Arca Jeth)
日本未発売のコミックKnights of the Old Republicや、それに関連する作品に登場する人物。アーカニア原住のアーカニアンという人間に似た種族出身のジェダイ・マスターである。目に瞳がなく、ほりの深い顔立ちをしている。
ヤヴィンの戦いの4000年前、マスター・アーカは共和国に加盟したばかりの惑星オンダロンにお目付け役として赴任した。そこには400年前のダーク・ジェダイ、フリードン・ナッドの霊が眠り、当地の女王にダークサイドの力を与えていた。
マスター・アーカは弟子を率いて女王を打倒し、ナッドの霊を封印した。しかし、その戦いで彼は麻痺し、虫の息となった所を辛くも救出された。